# Maria Himmelfahrt (Roden)

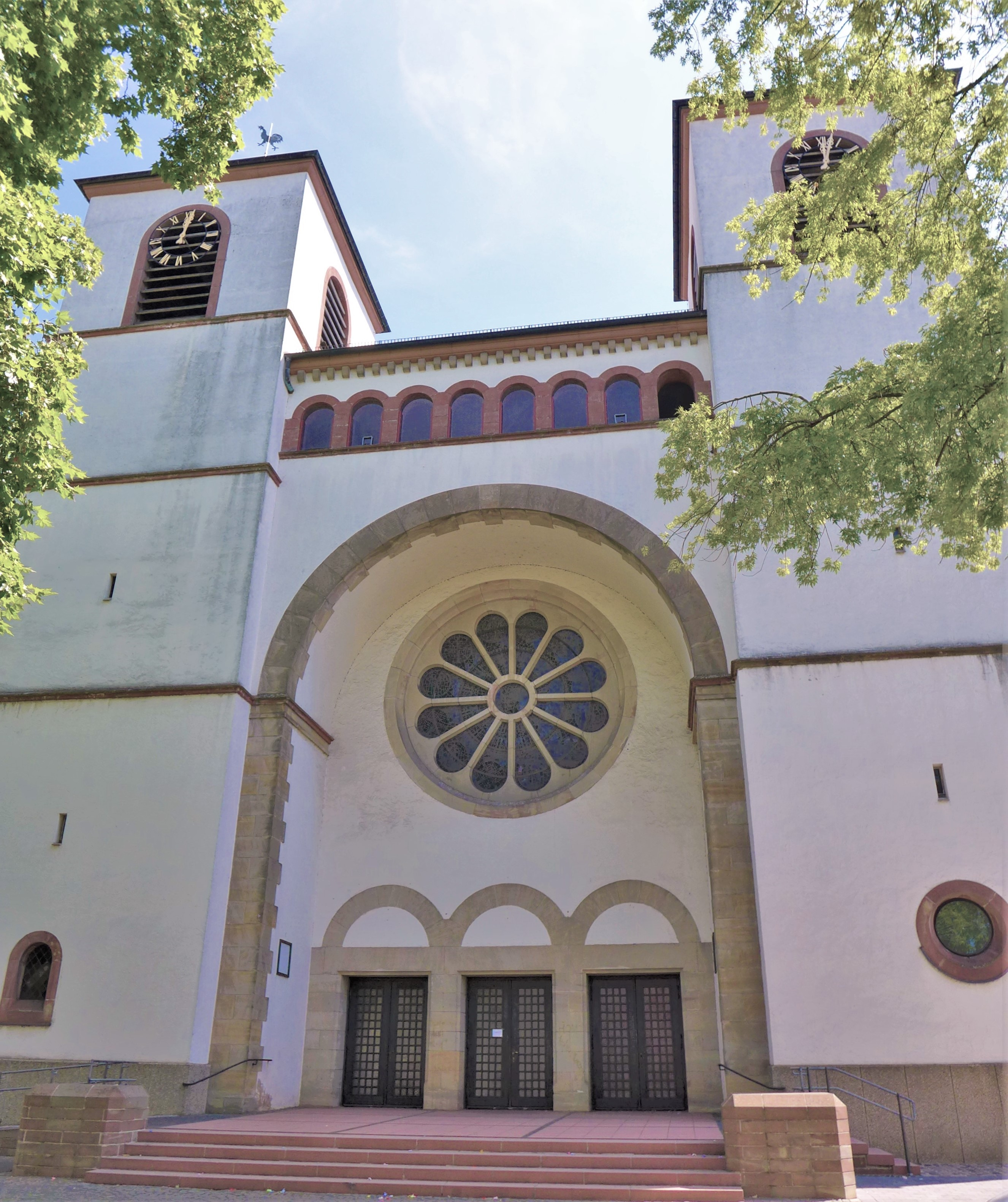
Kirche Maria Himmelfahrt in Roden, neoromanische Fassade von Heinrich Latz und Toni Laub

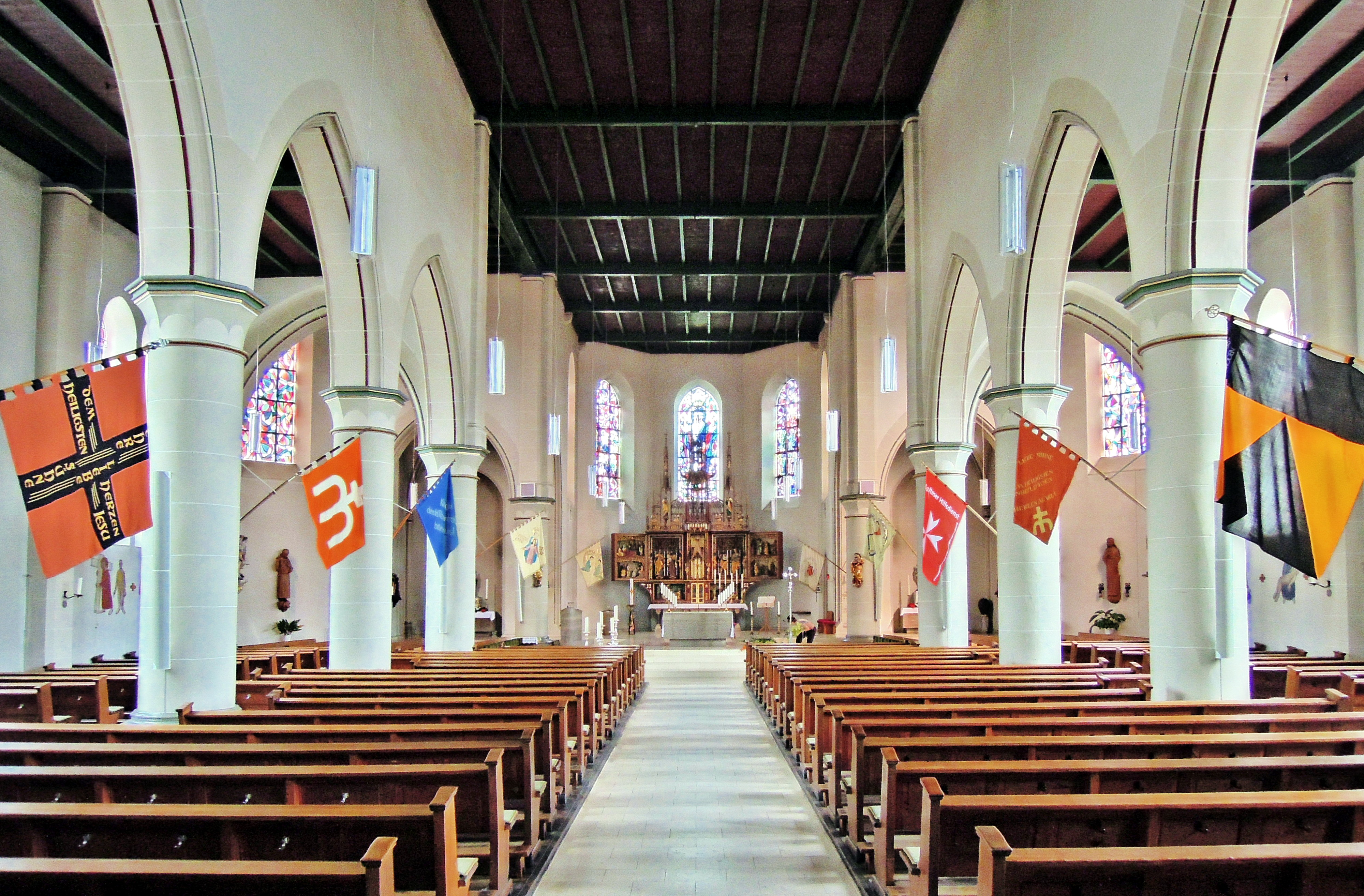
Blick ins Innere der Kirche

Die Kirche Maria Himmelfahrt ist eine römisch-katholische Kirche im Saarlouiser Stadtteil Roden (Saar). Die Kirche gehört zur im Jahr 2011 gegründeten Pfarrgemeinschaft rechts der Saar. Die Pfarreiengemeinschaft besteht gebietsmäßig aus den Saarlouiser Stadtteilen Fraulautern, Fraulautern-Kreuzberg, Roden und Steinrausch mit ihren Kirchen Heiligste Dreifaltigkeit (Fraulautern), St. Josef (Fraulautern-Kreuzberg), Mariä Himmelfahrt (Roden), Christkönig (Roden) und St. Johannes (Steinrausch). Die Pfarreiengemeinschaft ist dem Bistum Trier zugeordnet. Das Patroziniumsfest der Rodener Marienkirche ist das kirchliche Hochfest der Aufnahme der Jungfrau und Gottesmutter Maria in den Himmel, das am 15. August begangen wird.

## Geschichte

### Das Kirchengebäude

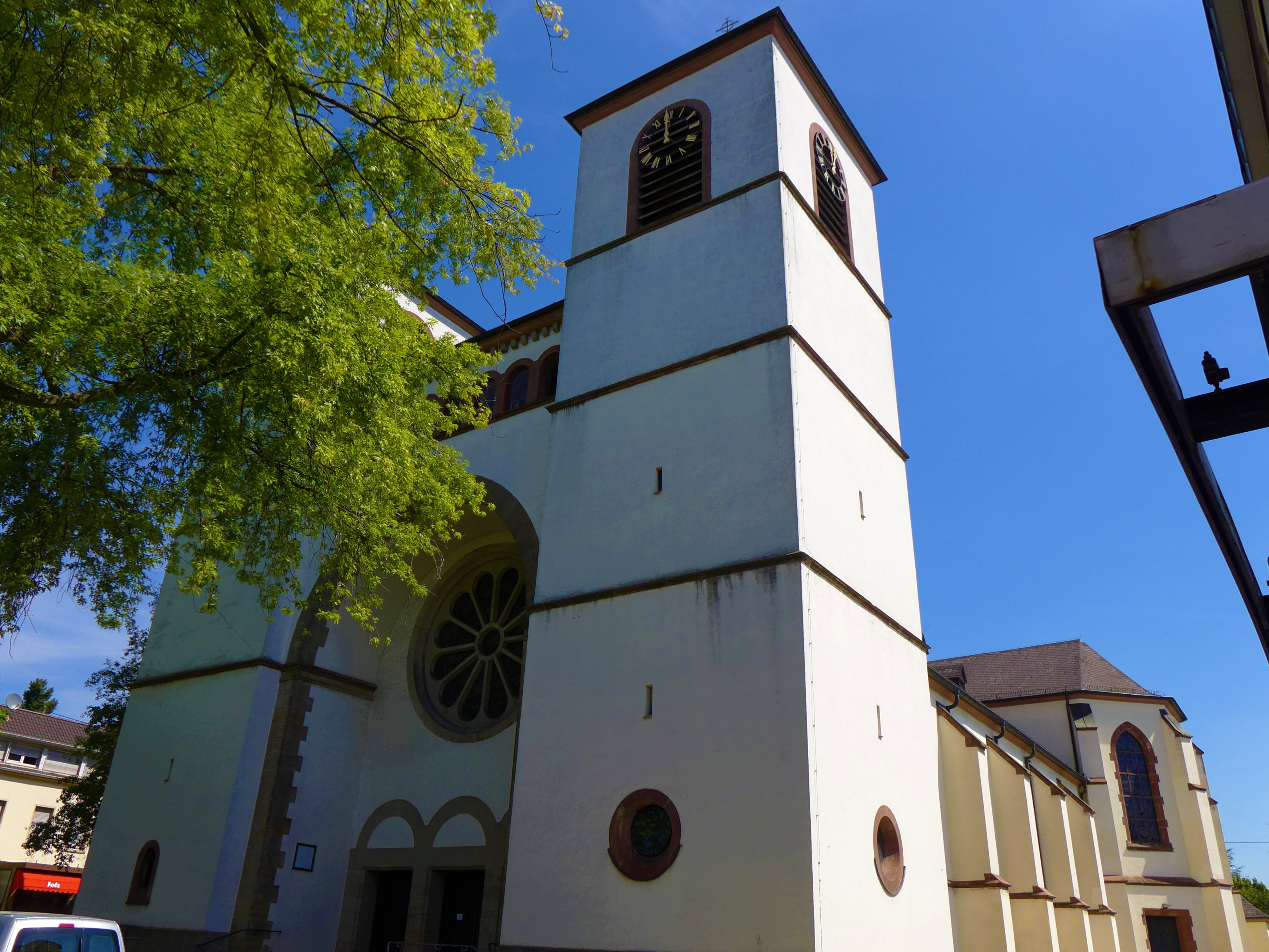
Das Kirchengebäude in seiner gegenwärtigen Gestalt

Das aktuelle Kirchengebäude mit seiner romanisierenden Doppelturmfassade entstand durch den Wiederaufbau der kriegszerstörten neogotischen Rodener Kirche der Jahre 1898 bis 1900 durch die Saarwellinger Architektengemeinschaft Heinrich Latz und Toni Laub in den Jahren 1949 bis 1950.
Eine frühneuzeitliche, um 1500 erbaute Vorgängerkirche besaß einen ungefähr 25 Meter hohen Kirchturm und ein ca. 15 Meter hohes Kirchenschiff. Im Jahr 1750 war eine Barockkirche errichtet worden, die man im Jahr 1828 erweitert hatte. Nachdem im Jahr 1888 Julius Wilhelm Imandt Pfarrer in Roden (bis 1912) geworden war, ließ dieser die alte Barockkirche auf dem heutigen Rodener Marktplatz im Jahr 1904 abreißen und initiierte in den Jahren 1898–1900 den Bau der neuen Pfarrkirche Mariä Himmelfahrt in den Formen einer neofrühgotischen Basilika nach Plänen des aus Roden stammenden Architekten Wilhelm Hector. Der historistische Neubau wurde am 29. April 1902 konsekriert. Diese neogotische Kirche wurde im Zweiten Weltkrieg während der schweren Häuserkämpfe zwischen US-amerikanischen Truppen und der deutschen Wehrmacht im Winter 1944/1945 schwer beschädigt und in der Nachkriegszeit stark verändernd wiederaufgebaut.

### Die Ersterwähnung der Pfarrei
Die Pfarrei Roden (Rodena) wird in einer Urkunde des Trierer Erzbischofes Theoderich II. von Wied (Amtszeit 1212–1242) aus dem Jahr 1222 genannt, in der die Pfarrangehörigen, wie andere Pfarreien der Saargegend, verpflichtet werden, alljährlich eine Wallfahrt nach Mettlach zur Grabeskirche des heiligen Liutwin im heutigen Alten Turm der Abtei Mettlach zu unternehmen. Die Urkunde von 1222 bezieht sich auf ältere Urkunden Trierer Bischöfe, die heute nicht mehr vorliegen.
Die Auflistung der Pfarreien, in der Roden genannt wird, ist eine wörtliche Wiedergabe einer Urkunde des Trierer Erzbischofes Albero von Montreuil (Amtszeit: 1131–1152), in der dieser dem Kloster Mettlach ein schon bestehendes Wallfahrtsprivileg garantiert. Da die Urkunde Alberos nicht mehr existiert, muss ihr spätestes Entstehungsdatum mit dem Jahr 1152 angenommen werden. Die Urkunde Alberos ihrerseits bezieht sich auf eine noch ältere Urkunde des Trierer Erzbischofs Ruotbertus (931–956). Die ursprüngliche Urkunde des Erzbischofs Ruotbertus liegt wie die des Albero nicht mehr vor. So muss als spätestes Entstehungsdatum der Ruotbertus-Urkunde das Jahr 956 angenommen werden. Roden könnte also schon im 10. Jahrhundert Pfarrort gewesen sein. Allerdings könnte es auch sein, dass die Pfarrei Roden erst später entstand und dann zur bereits bestehenden Liste von Pfarrorten, die zur Mettlach-Wallfahrt verpflichtet waren, hinzugefügt wurde.

### Die Schenkung von 995

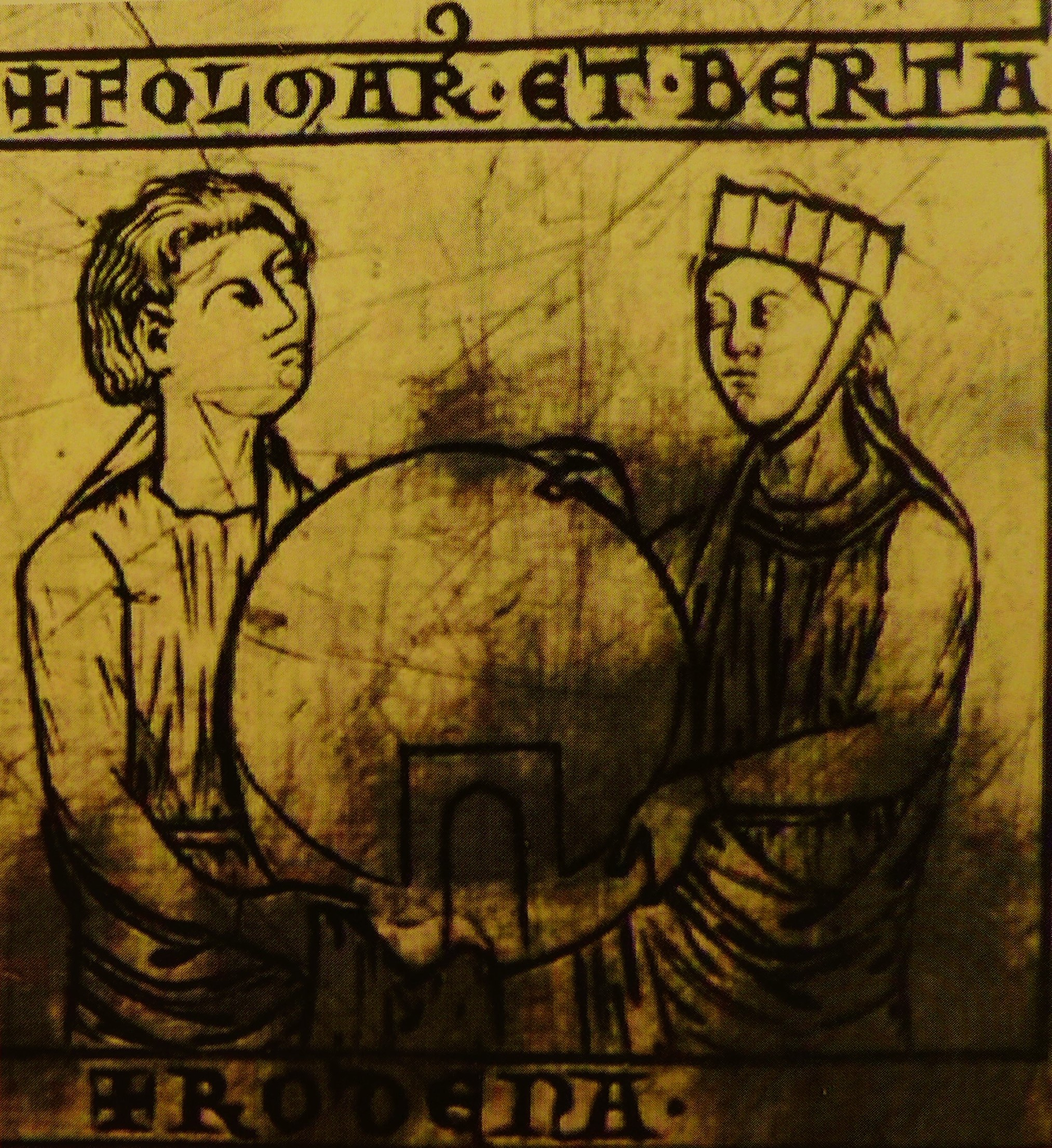
Die Adelige Berta und ihr Ehemann Volkmar übergeben das Königsgut Rodena als fromme Stiftung an das Kloster Mettlach, Goldrelief auf der Rückseite der Mettlacher Staurothek aus dem 13. Jahrhundert

In einer lateinischen Schenkungsurkunde aus dem Jahr 995 wird Roden zwar als Ort, aber nicht als Pfarrort erwähnt. Hier übergibt die Adelige Berta das Königsgut Rodena, das ihr Ehemann Volkmar zu Lebzeiten gekauft hatte, als fromme Stiftung an das Kloster Mettlach:

„Da jeder zeitliche Besitz wie Rauch und Schatten vergeht, so wird es dennoch für den Besitzer nützlich sein, wenn er seinen Besitz für das Wohl seiner Seele zu verwenden beschlossen hat. Sehr zu bewundern und zu loben ist dabei die gnädige Gottheit, weil wir mit Zustimmung ihrer großen Gnade uns immer mit Vergänglichem Ewiges erwerben können, was ich, Berta, mit festem Willen für mein und ebenso meines verstorbenen Mannes Volkmar Seelenheil beschlossen habe und zwar auf seine bei Lebzeiten getroffene Anordnung hin. Er ruht bei dem Kloster Mettlach, wo auch der heilige Lutwinus begraben liegt, das dieser im kräftigsten Mannesalter zu Ehren der heiligen Apostel Petrus und Paulus und des heiligen Andreas erbaut hat. Alles, was ich dem Hofe Rodena im Saargau, in der Grafschaft Wallerfangen, von meinem obengenannten Ehegemahl als feste Mitgift zu Eigenbesitz erhalten habe, nämlich 15 Huben außer dem Herrengut, und was an Wäldern, Wiesen und Flussgebieten hinzukommt, übergebe ich dem Kloster Mettlach, natürlich so, dass dort die dortigen Mönche von heute an es als Eigentum betrachten mögen und frei darüber verfügen können. Und damit es allen kund getan sei, wie frevelhaft dieser Schenkung gegenüber ein Widerspruch ist, lege ich den wahren Sachverhalt dar und bekräftige ihn durch die Unterschrift mehrerer Zeugen, dass mein obengenannter Ehegemahl dieses Allodialgut einst von seines Königs Händen teuer erstand und ohne irgendwelchen Widerspruch seitens des Gesetzes oder aufgrund einer sehr festen Überlieferung seinen Besitz antrat. Wer daher hier Ansprüche geltend machen will, der möge sich den Zorn Gottes, dessen Aufflammen er ja selber verschuldet hat, zuziehen. Er möge ferner dem königlichen Fiskus soviel zurückzahlen, wie jeder, der die Gesetze missachtet und bricht, schuldig ist. Geschehen im Kloster Mettlach an den fünften Kalenden des März (25. Februar) im Jahre 995 der Menschwerdung des Herrn, in Gegenwart des Erzbischofes und Herren dieses Ortes Ludolphus. Überbringer sind Uodilo und Heckinrich, Bürgen sind Uuetel, Helidrich und dessen Bruder Henno. Zeugen sind Graf Vetel und dessen Neffe Wetel, Cuono, Gerunc, Bruonicho, Frizzo, Winigo, Friderart, Mazzo, Cuono, Gozichin, Hupichin, und Thederich.“

Die Bedeutung Rodens für das Kloster Mettlach zeigt sich auch darin, dass auf der Rückseite des Mettlacher Kreuzreliquiars von 1230 die Schenkung Rodens an Mettlach durch Graf Volkmar und dessen Frau Berta symbolisch dargestellt ist, während Christus als thronender Weltherrscher die Szene segnet. Am 20. Junli 1591 musste die Abtei Mettlach, die in eine finanzielle Notlage geraten war, ihre Rechte an Roden für 3.000 Franken an den herzoglich-lothringischen Rentmeister in Wallerfangen, Lantwein Bockenheimer, verkaufen.

### Mittelalterliche Überreste
Das älteste erhaltene Überbleibsel einer mittelalterlichen Kirche in Roden stammt vermutlich vom Ende des 11. oder vom Beginn des 12. Jahrhunderts. Es ist ein romanisches Sandsteinkapitell mit der Darstellung einer Taube, das man im Jahr 1936 bei der Umgestaltung des alten Marktplatzes fand. Darüber hinaus existiert noch eine gotische Madonnenstatue aus der Zeit um etwa 1350, die sogenannte „Madonna mit dem Gemmenring“. Die sitzende Madonna mit dem Jesuskind auf dem Schoß wird heute in der Kirche Mariä Himmelfahrt aufbewahrt.

### Mittelalterliche Pfarrer
Als frühest belegter Pfarrer von Roden wird im Jahr 1220 ein Rorich aus Roden genannt. Als weitere mittelalterliche Pfarrer sind erwähnt:
- Arnoldus (1237)
- Gerhard (1289)
- Walter (1310)
- Ludovicus (1323)
- Heinrich (1344)

### Patronatsklöster
Die Abtei St. Mauritius in Tholey hatte im Mittelalter die Patronatsrechte über die Pfarrei Roden, vermutlich bereits seit dem 11. Jahrhundert, urkundlich belegt seit dem Jahr 1246. Abgesehen von einer kurzen Unterbrechung von etwa 50 Jahren (1687–1739, Patronat durch die Abtei St. Maria in Wadgassen) blieben diese Patronatsrechte bei der Tholeyer Abtei bis zur Französischen Revolution bestehen. Darüber hinaus war Roden als Pfarrei dem Archidiakonat Tholey und innerhalb diesem dem Landkapitel Merzig zugeordnet.

### Visitationen
Visitationen der Pfarrei sind für die Jahre 1330 (Taxa generalis des Trierer Erzbischofes Balduin von Luxemburg), 1569, 1618, 1680 und 1739 erwähnt. Der Visitationsbericht des Jahres 1618 überliefert neben dem Grundbesitz der Pfarrei Roden für die Kirche drei Altäre, zwei Kelche, ein Ziborium und eine Monstranz. Der Visitationsbericht des Jahres 1680 stellt dem Pfarrer und Schulmeister Peter Simonis (Amtszeit: 1666–1691) ein schlechtes Zeugnis aus: Er sei nachlässig und der Trunksucht verfallen. Im Visitationsbericht des Jahres 1739 wird zum ersten Mal das Patrozinium der Pfarrei Roden genannt: Mariä Himmelfahrt.

### Pfarrer der frühen Neuzeit in Roden
Die Namen Rodener Pfarrer aus dem späten Mittelalter und der frühen Neuzeit sind nur teilweise überliefert:
- Nikolaus Textoris: 1569
- Laurent Collin: 1595–1606
- Andreas Bockenheimer: 1618–1622
- Jakob Metzinger: 1636
- Peter Simonis: 1666–1691

Nach dem Tod von Peter Simonis versahen die Prämonstratenserpatres der Abtei Wadgassen die Pfarrdienste in Roden. Wadgassen hatte in den Jahren 1687–1739 das Kollaturrecht der Einsetzung von Pfarrern in Roden. Als Wadgasser Mönchspfarrer wirkten in Roden:
- Vincenz Ruwer: 1692–1696
- Josef Hemmel: 1697–1721
- Domenikus Schmitt: 1721–1739

### Kirchenbrände
Die Rodener Pfarrkirche brannte, vermutlich verursacht durch kaiserliche Truppen während des Dreißigjährigen Krieges, im Jahr 1635 nieder. Ein weiterer Kirchenbrand ist für das Jahr 1667 belegt. Damals brannten auch das Pfarrhaus und die umgebenden Häuser nieder. Begünstigt wurden diese Brände dadurch, dass die Rodener Häuser und auch die Kirche damals noch strohgedeckt waren. Nach dem Brand von 1667 wurde die Rodener Kirche nur ausgebessert und wieder mit Stroh gedeckt. Infolge von Geldmangel, bedingt durch die vorherrschenden Kriegswirren, konnte das Pfarrhaus in Roden nicht mehr aufgebaut werden und der Rodener Pfarrer Peter Simonis nahm deshalb Wohnung in Wallerfangen bei seinem dortigen Amtskollegen Peter Varcolier.

### Neubau der Pfarrkirche

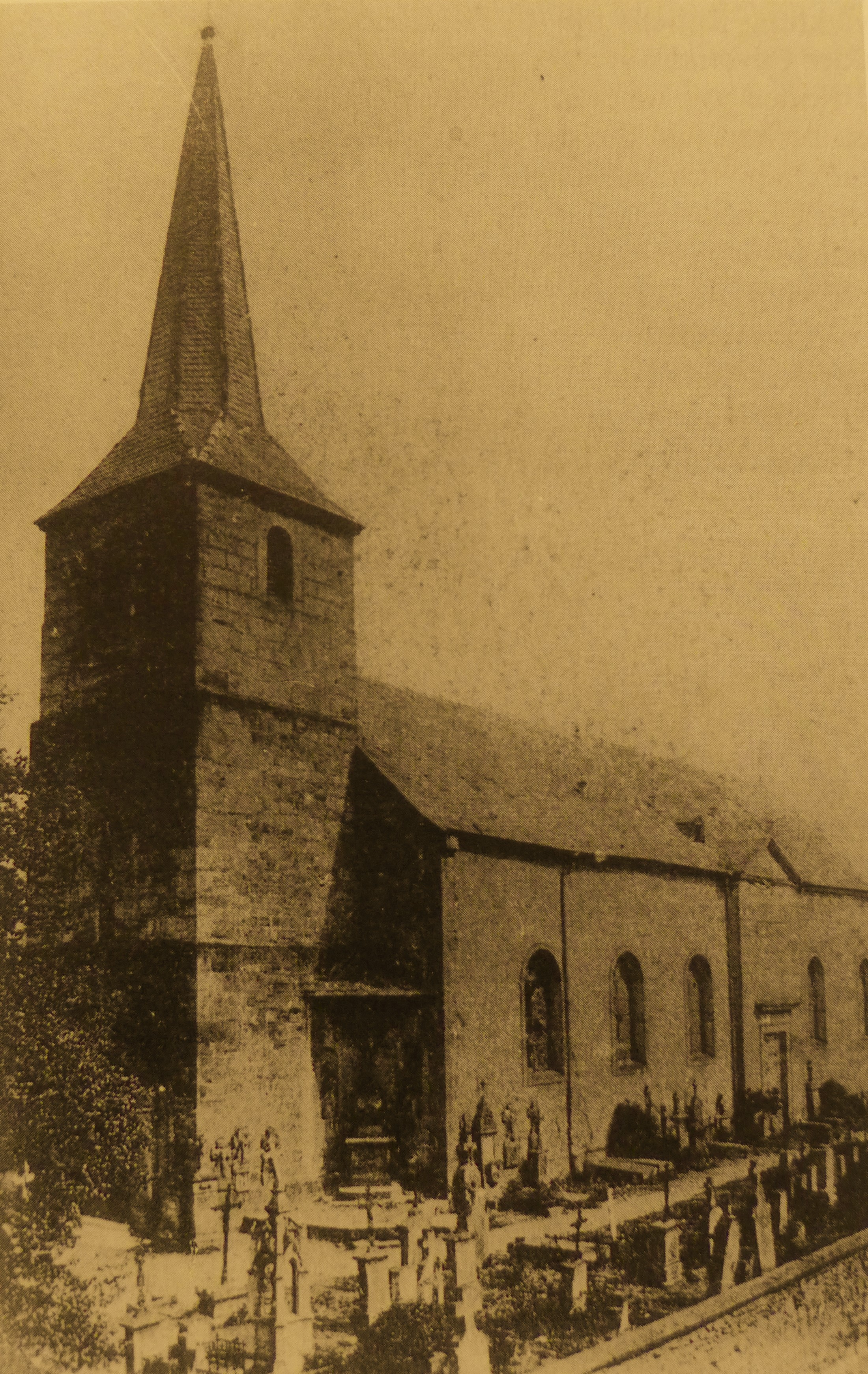
Roden, Mariä Himmelfahrt, barocke Kirche von 1749/1750, Turm von 1755, Erweiterung der Kirche im Jahr 1828, Abriss im Jahr 1904. Die Kirche stand auf dem heutigen Rodener Marktplatz, Archiv des Städtischen Museums Saarlouis.

In den Jahren 1749–1750 wurde eine neue Pfarrkirche errichtet und am 26. Juni 1750 durch den Trierer Weihbischof Johann Nikolaus von Hontheim eingeweiht. Der Kirchturm konnte erst im Jahr 1777 vollendet werden. Dieser barocke Kirchenneubau blieb bis zu seinem Abriss im Jahr 1904 bestehen. Pfarrer dieser Zeit waren:
- Nikolaus Bildhauer: 1756–1763
- Johann Altmeyer: 1763–1794

### Donatus-Verehrung und Brauchtum
Im Zusammenhang mit der Konsekration der Rodener Pfarrkirche wird zum ersten Mal auch das Rodener Brauchtum der Verehrung des Wetterheiligen Donatus erwähnt, dessen Urheber vermutlich die Wadgasser Prämonstratensermönche in den Jahren 1691 bis 1739 waren. Der heilige Donatus wird bis heute in Roden durch eine Prozession am zweiten Sonntag im Juli verehrt. Bei der nach dem Hochamt stattfindenden Donatus-Prozession führt der Ortspfarrer ein Donatusreliquiar mit. Es wird neben der Figur des Heiligen durch die Straßen Rodens getragen. Der bis dahin in Roden durch eine Bruderschaft verehrte heilige Sebastian trat dadurch in den Hintergrund.
Im 18. Jahrhundert verteilte man am Rodener Donatustag an die Gläubigen sogenannte „Donatuszettel“, die man am Donatusreliquiar angerührt hatte und die vom Volk als Amulette gegen Blitz und Hagel verwendet wurden.
Das ursprüngliche, in Gold und Silber gefasste, Donatusreliquiar wurde während der Französischen Revolution entwendet. Die heutige Donatusstatue stammt aus dem Jahr 1784.
Eine Rodener Tradition, die mit dem Donatusbrauchtum in Verbindung steht, ist der „erste Kornkasten“, der immer am Vorabend des Donatustages errichtet wird. Die Überlieferung erzählt, dass ein Rodener Pfarrer, überrascht von einem plötzlichen Unwetter bei der Donatusprozession, sich einst mit dem Donatusreliquiar in einen solchen Kornkasten flüchten konnte. Er flehte zum Wetterheiligen, dass das Unwetter bald aufhöre. Sein Gebet wurde erhört, sodass ihm und den Rodenern damals kein weiterer Schaden entstand.

### Verbot des Christentums in der Französischen Revolution
Mit der Einführung des sogenannten Kultes der Vernunft in den Jahren 1793/1794 während der Französischen Revolution wurde das bisherige Christentum unterdrückt und verfolgt. Der damalige Rodener Pfarrer Johann Altmeyer hatte sich bereits im Jahr 1791 geweigert, auf die revolutionäre französische Verfassung den Treueeid zu leisten. Daraufhin wurde er seines Amtes enthoben. Altmeyer blieb zwar noch bis zum Jahr 1794 in Roden, musste dann aber fliehen. Die Rodener Pfarrkirche verlor alle ihre Besitztümer und wurde ausgeplündert. Die Revolutionäre schleppten Heiligenstatuen aus der Kirche und verbrannten sie in der Nähe des Pfarrhofes. Das kostbare Donatus-Reliquiar ging dabei ebenfalls verloren. Erst mit dem Konkordat von 1801 wurde das Christentum offiziell wieder zugelassen.

### Kulturkampf und Kirchenneubau

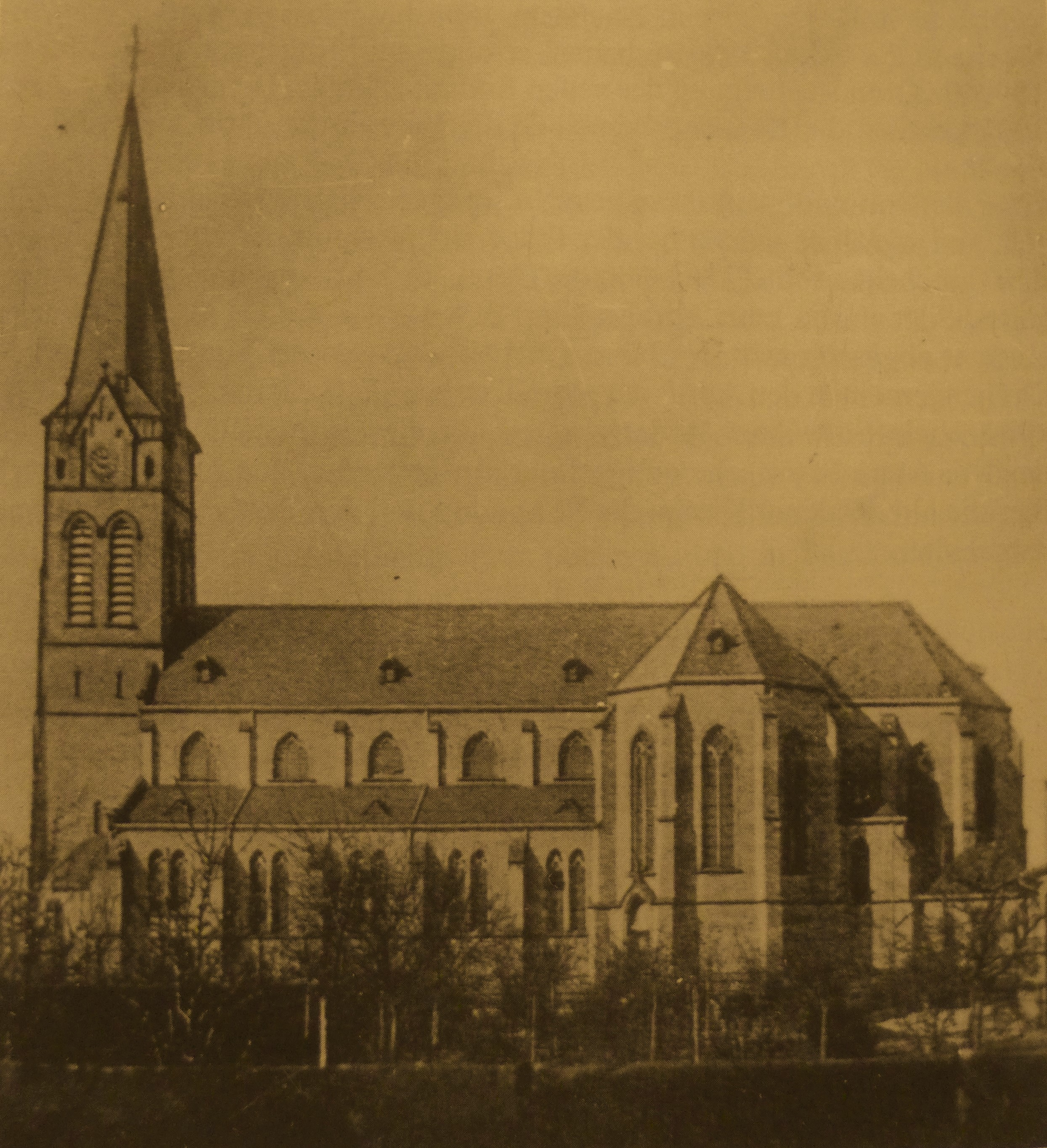
Roden, Mariä Himmelfahrt, neogotische Kirche des Rodener Architekten Wilhelm Hector, erbaut in den Jahren 1898–1900, zerstört im Zweiten Weltkrieg, in den Jahren 1949–1950 stark verändert wiederaufgebaut durch die Saarwellinger Architekten Toni Laub und Heinrich Latz, Archiv des Städtischen Museums Saarlouis

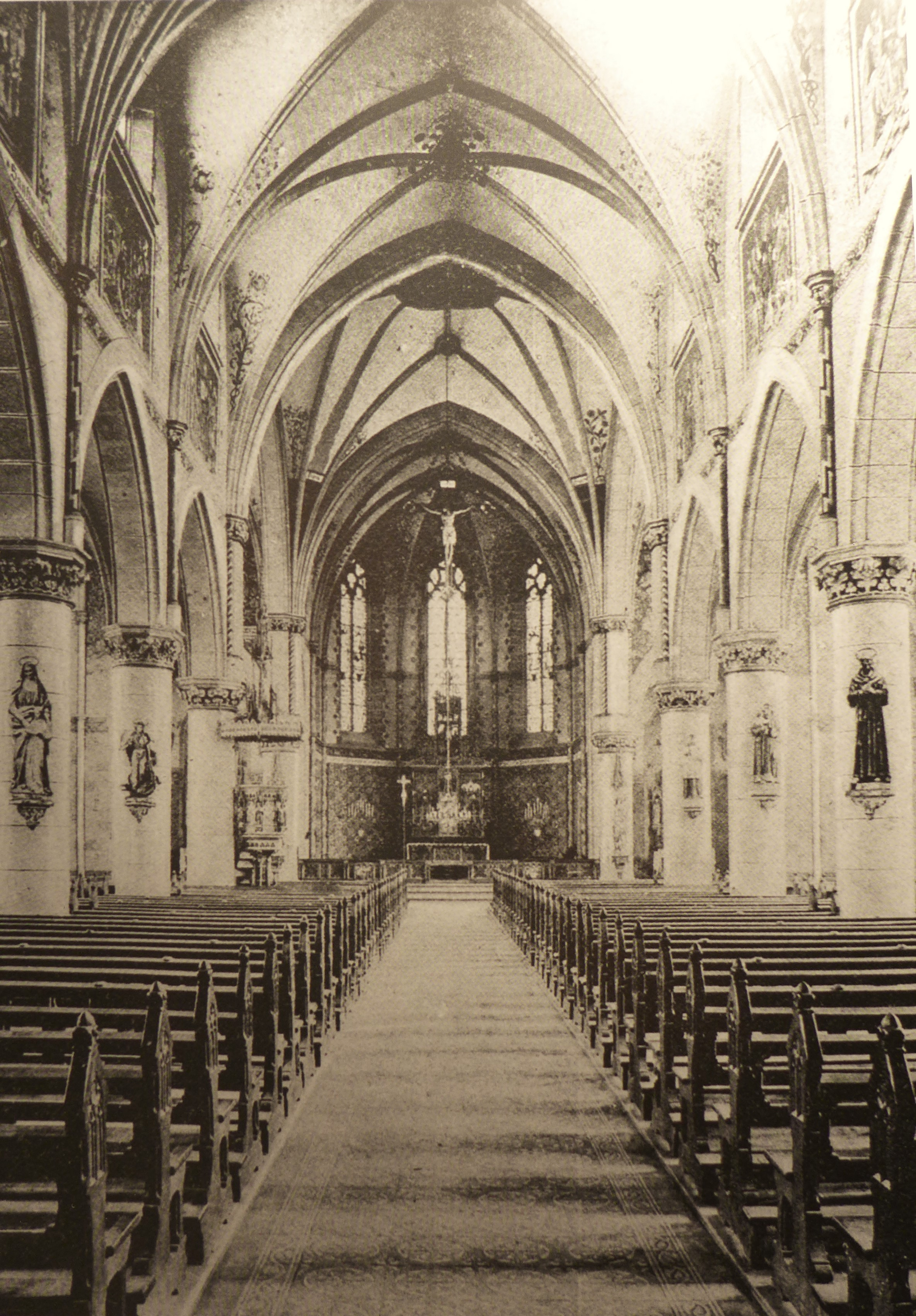
Roden, Mariä Himmelfahrt, Innenraum der neogotischen Kirche des Rodener Architekten Wilhelm Hector um 1900

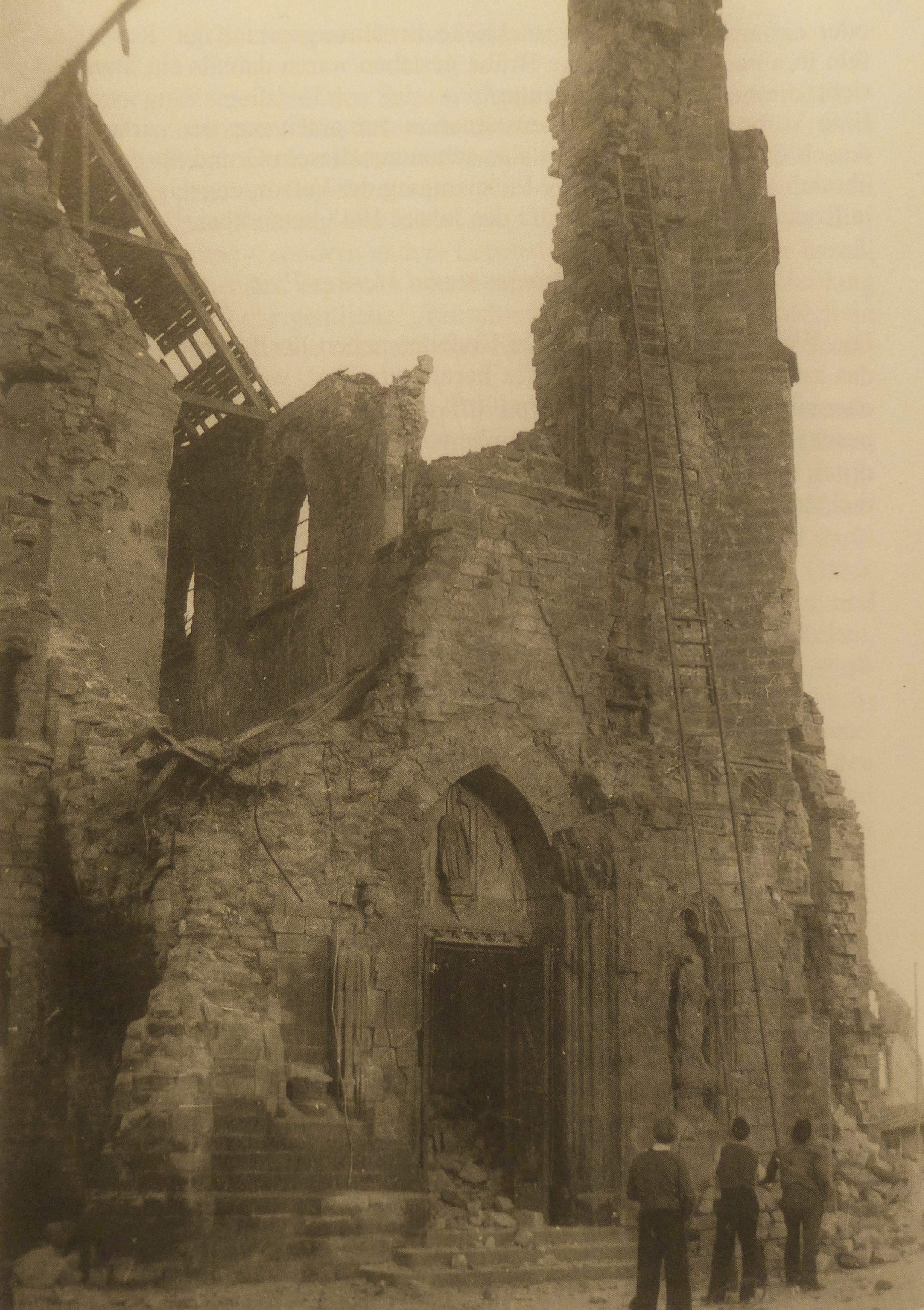
Roden, Mariä Himmelfahrt, Turmfront der zerstörten neogotischen Kirche nach dem Beschuss durch die US-Artillerie, Archiv des Städtischen Museums Saarlouis

Während des antikatholischen Kulturkampfes im Königreich Preußen, zu dem Roden seit dem Wiener Kongress gehörte, wurde dem Rodener Pfarrer bis zum Jahr 1889 die Ortsschulinspektion entzogen. Zwischen den Jahren 1878 und 1889 konnten keine Firmungen in der Rodener Pfarrkirche mehr stattfinden. Dieses traf in der Hauptsache den Pfarrer Johann Philipp Thirion (Amtszeit: 1838–1888). In dieser Zeit wurden die Rodener Firmlinge nach Villingen in Lothringen geführt, wo ihnen das Sakrament gespendet wurde. Die Wahlergebnisse der katholischen Zentrumspartei in der Region schnellten in die Höhe, da die katholische Bevölkerung an der Saar die Kirchenleitung mehrheitlich unterstützte. Im Jahr 1888 bekam Roden mit Pfarrer Julius Wilhelm Imandt (Amtszeit: 1888–1912) einen Geistlichen, der in der Hochphase des Kulturkampfes, als er Geistlicher in den Rodener Nachbargemeinden Dillingen/Saar (St. Johann) und Pachten (St. Maximin) gewesen war, verhaftet worden war und aus Deutschland flüchten musste, da er gegen die sogenannten Maigesetze verstoßen hatte.
Unter Pfarrer Imandt wurde in den Jahren 1899 bis 1901 die neogotische Kirche an der Rodener Schulstraße gebaut, da auch ein im Jahr 1828 vollendeter Erweiterungsbau der alten barocken Rodener Pfarrkirche dem Raumproblem kaum Abhilfe geschaffen hatte. Bereits im Jahr 1891 hatte man einen Kirchenbauverein gegründet. Der Bauplatz der neuen Kirche in der Schulstraße wurde im Jahr 1896 beschlossen. Am Pfingstmontag des Jahres 1899 wurde der Grundstein feierlich gelegt. Am 29. April 1901 wurde die Einweihung des neuen Sakralbaues gefeiert. Die Kosten des neogotischen Neubaues trugen die Rodener Gemeinde und einige Spender aus Saarlouis. Grundstock der Finanzierung war eine Stiftung in Höhe von 40.000 Mark des Saarlouiser Bürgers Louis Theis gewesen. Die Inneneinrichtung der Kirche konnte erst nach und nach angeschafft werden. Eine neue Orgel installierte man im Jahr 1914 unter Pfarrer Wilhelm Linn (Amtszeit: 1912–1921).
Gegen den Protest einer von der früheren Rodener Lehrerin Anna Franz gegründeten Bürgerinitiative wurde die alte barocke Kirche auf Beschluss des Kirchenrates im Oktober des Jahres 1904 abgerissen und das Baumaterial sowie die Ausstattung versteigert. In der Zeit nach dem Zweiten Weltkrieg konnte der damalige Rodener Pfarrer Karl Thiel (Amtszeit: 1947–1974) allerdings zahlreiche Ausstattungsstücke der früheren barocken Pfarrkirche von Privatleuten zurückerwerben und in die heutige Kirche überführen.

### Erster und Zweiter Weltkrieg
Während des Ersten Weltkrieges musste die Pfarrgemeinde im Jahr 1917 ihre Kirchenglocken und Orgelpfeifen zum Einschmelzen abgeben. Im Jahr 1925 wurden neue Glocken im Kirchturm aufgehängt. Während des Zweiten Weltkrieges mussten diese Glocken im Juni 1942 wiederum zu Kriegszwecken abgegeben werden. Ebenso wurden im August 1943 insgesamt 23 Leuchter und der Gong zum Einschmelzen abgegeben. Zwischen Pfarrer Jakoby und dem Rodener Rektor Wagner gab es zahlreiche Spannungen hinsichtlich der nationalsozialistischen Gleichschaltung der Rodener Jugend. Während der schweren Kämpfe zwischen der Deutschen Wehrmacht und der US-Armee im Winter 1944/1945 wurde der Rodener Kirchturm am 9. Dezember 1944 derart beschossen, dass er in sich zusammenstürzte. Die Amerikaner hatten einen deutschen Beobachtungsposten im Turm vermutet. Erst am 16. März 1945 endete der Häuserkampf in Roden. Fast 90 % der Häuser Rodens, die Kirche und das Pfarrhaus waren zerstört, sodass der in den Jahren 1945–1947 entwickelte sogenannte Menkes-Plan (nach dem französischen Städteplaner Edouard Menkes, 1903–1976) vorsah, Roden als Ort vollkommen aufzugeben und an seiner Stelle ein Industriegebiet zu erstellen. Über 460 Rodener Männer waren als Soldaten im Krieg getötet worden, 140 galten als vermisst, etwa 100 zivile Opfer waren zu beklagen. Des Weiteren starben noch zahlreiche Rodener nach der Einstellung der Kriegshandlungen durch die Detonation von Sprengkörpern.

### Wiederaufbau der Pfarrkirche
Der erste Gottesdienst der Rodener Bevölkerung nach dem Kriegsende wurde am 15. April 1945 in der Saarlouiser Krankenhauskapelle abgehalten. Die Krankenhauskapelle wurde vier Monate als Ersatzkirche Rodens genutzt. Danach diente eine ehemalige Arbeitsdienstbaracke als Pfarrkirche und eine Gefängnisbaracke als Pfarrhaus. Die erste Heilige Messe in der Baracke fand am 19. August 1945 statt. Als am 30. Mai 1947 Pfarrer Thiel die Rodener Pfarrei übernahm, begann er unverzüglich mit den Planungen zum Bau einer neuen Kirche. Die Enttrümmerungsarbeiten wurde von Rodener Freiwilligen geleistet. 600.000 Franken brachte eine Sammelaktion in den Rodener Nachbargemeinden für den Wiederaufbau der kriegszerstörten Pfarrkirche ein. Der Kirchenvorstand beauftragte die Architekten Toni Laub und Heinrich Latz (Vater des Landschaftsarchitekten Peter Latz) aus Saarwellingen mit dem Wiederaufbau des Rodener Gotteshauses. Die Bauarbeiten leiteten die Bauunternehmer Hans Geimer und Johann Gergen. Zahlreiche Hilfsdienst und Gewerke wurden durch die Rodener Bevölkerung, vom Schulkind bis hin zum Pensionär, geleistet. Statt des neogotischen Kreuzrippengewölbes wurde eine etwa 1000 m² große Holzdecke eingezogen. Gegenüber dem Vorgängerbau war die Raumhöhe reduziert worden.
Im November 1948 feierte man das Richtfest, an Ostern 1949 den ersten Gottesdienst und am Patroziniumstag der Kirche, dem Fest der Aufnahme Mariens in den Himmel, wurde durch den Trierer Bischof Franz Rudolf Bornewasser die feierliche Neueinweihung der Kirche am 15. August 1949 im Beisein des saarländischen Ministerpräsidenten Johannes Hoffmann und des saarländischen Innenministers Edgar Hector begangen. Die Kirchenbänke wurden im Dezember 1949 eingebaut. Die neuen Kirchtürme wurden erst im Spätherbst des Jahres 1950 begonnen. Die letzten Rohbauarbeiten an der Kirche wurden im Sommer 1952 abgeschlossen. Die Fensterrose des Westwerkes war eine Stiftung von Ministerpräsident Johannes Hoffmann. Der Abschluss der Wiederaufbauarbeiten wurde in den Tagen vom 21. bis zum 30. Juni 1952 im Rahmen einer großangelegten 1000-Jahr-Feier der Pfarrei Roden begangen. In den folgenden Jahren wurde die Kirche innen und außen verputzt, die Turmuhren installiert sowie die Fenster verglast. Am 28. März 1954 installierte man die neuen Glocken in den beiden Kirchtürmen. Das Geläut bestand nun aus sechs Glocken. Die Hauptkosten für das Geläut hatte die Stadtgemeinde Saarlouis übernommen. Bis Ende des Jahres 1955 waren die Buntglasfenster eingesetzt, die Malerarbeiten wurden fertiggestellt und der Kreuzweg von Joachim Pathen (Roden) war geschaffen.

### Filialgründung
Nachdem die Einwohnerzahl Rodens im Verlauf der 1950er Jahre die Anzahl von 10.000 Menschen überschritten hatte, begann man mit den Planungen für eine Filialgründung der bestehenden Kirchengemeinde, um das Pfarrgemeindegebiet aufzuteilen. Am 1. April 1964 begannen die Arbeiten für den Neubau der Christkönigskirche mit angeschlossenem Gemeindezentrum am Rodener Bahnhofsvorplatz. Im Jahr 1968 waren die Bauarbeiten nach Plänen des Trierer Architekten Günter Kleinjohann (* 1926) abgeschlossen. Die Kirche wurde am 26. Oktober 1968 feierlich eingeweiht. Die Gesamtfertigstellung zog sich allerdings bis in die frühen 1980er Jahre hin.
Pfarrer:
- 1947–1974: Karl Thiel (1911–1978)
- 1975–1992: Karl-Heinz Horbach (1929–2021)
- 1993–2007: Peter Frisch (1942–2009)
- 2007–2010: Martin Münster
- seit 2010: Hanskurt Trapp

## Architektur

### Neogotische Kirche

#### Äußeres
Der aus Roden gebürtige Architekt Wilhelm Hector konzipierte die neue Rodener Pfarrkirche Mariä Himmelfahrt als dreischiffige Basilika mit Querhaus und Fassadenturm im neogotischen Stil. Dabei überwog das Formenrepertoire der Frühgotik.
Die Außenhaut der Kirche war aus Werksteinen, wobei Wandflächen und Strebepfeiler in gelblichem Sandstein mit rauer Oberfläche gefertigt worden waren. Gesimse, Gewände, Maßwerk und Strebepfeilerabdeckungen bestanden aus glatt behauenem rotem Sandstein. Die Dächer waren schiefergedeckt.
Der 60 Meter hohe Kirchturm auf quadratischem Grundriss war in fünf Geschosse gegliedert, die durch Gesimse optisch voneinander getrennt waren. Die Turmecken waren in den unteren drei Geschossen durch je einen diagonal stehenden Strebepfeiler akzentuiert, der zweimal zurücksprang und oben – in der oberen Hälfte des zweiten Turmgeschosses – von einer Ädikula mit Fialenspitze bekrönt war. Im Glockengeschoss setzte sich diese Eckgestaltung mit einer halbierten Fiale fort. Den beiden unteren Turmgeschossen war an der linken Seite ein Treppentürmchen mit Kegeldachdeckung angebaut.
Die Eingangspforte im Turm war als wimpergbekröntes Stufenportal mit figuren- und blendmaßwerkgeschmücktem Tympanon gestaltet. Das Portal war flankiert von je einer Skulpturennische. Ebenso befand sich je eine Figurennische links und rechts des Wimperges. Direkt darüber öffnete sich der Turm in einem großen Maßwerkfenster mit Überfangprofil, das im unteren Teil ein vierbahniges Blendmaßwerk aufwies und in einem verglasten Rosenfenster mit acht Speichen endete. Das darüberliegende Gesims nahm die Traufhöhe des Langhauses, des Querhauses sowie der Apsis auf.
Weiter oben folgten im dritten Turmgeschoss zwei kleine Schartenfenster. Das vierte Turmgeschoss – das Glockengeschoss – öffnete sich auf allen vier Seiten in zwei großen Lanzettfenster, die im Spitzbogenbereich mit einem Überfangprofil optisch verbunden waren.
Das fünfte und letzte Turmgeschoss sprang nur leicht zurück. Es war an allen vier Seiten durch Lisenen in drei Teile gegliedert. Während die äußeren Partien jeweils ein Schartenfenster enthielten, nahm die mittlere, giebelbekrönte Partie die Turmuhr auf. Die vier Giebel setzten die Lisenen nach oben mit einem steigenden Spitzbogenfries fort. Die Giebelspitzen gipfelten in Kreuzblumen. Die oberen Turmecken unterhalb der Turmtraufe
waren durch Blendmaßwerkgalerien akzentuiert. Das verschieferte Kirchturmdach war als zweifach eingezogener, hoher, oktogonaler Knickhelm gestaltet.
Das Langhaus schloss zur Eingangsseite mit einer Querschnittfassade, der an den äußeren Ecken rechtwinklig Strebepfeiler vorgesetzt waren. Die Dachschrägen der Seitenschiffe waren mit Steinplatten abgedeckt und schlossen an den Fassadenturm an. Vor den Seitenschiffen erhob sich links eine Polygonkapelle und rechts eine Kapelle mit gebrochener Eckpartie. Sämtliche Ecken dieser beiden Kapellen waren strebepfeilerbesetzt.
Die Joche des Langhauses und die Ecken des Querhauses sowie die des Chores waren durch Stützpfeiler betont. Der Gliederung der Außenwand durch Strebepfeiler entsprach im Inneren die Jocheinteilung. Die ersten Joche verfügten auf beiden Seiten der Kirche über Nebeneingangsportale. Die Wände der Seitenschiffe öffneten sich in schlichten gekoppelten Lanzettfenstern. Die Strebepfeiler der Seitenschiffe sprangen in der Höhe des umlaufenden Sohlbankgesimses zurück, im obersten Bereich lagen sie der Wand nur noch in der Tiefe von Lisenen auf. Im Bereich des Obergadens war die Wand von breiten und niedrigen Maßwerkfenstern durchbrochen. Auch hier war die Wand von Strebepfeilern gegliedert. Die Seitenschiffe schlossen mit Pultdächern ab.
Das Querhaus trat an beiden Enden in einem strebepfeilerakzentuierten Polygon mit 3/8-Schlüssen über die Maße der Seitenschiffe hinaus. Es hatte dieselbe Traufhöhe wie das Mittelschiff sowie die Apsis und öffnete sich in drei Maßwerkfenstern. Zwei zusätzliche wimperggeschmückte Nebenportale befanden sich in den dem Langhaus zugewandten Schrägseiten des Querhauspolygons unterhalb der Fenster.
Das Chorjoch war dreischiffig. Die mittlere Apsis wies einen 5/8-Schluss, Strebepfeiler an den Ecken sowie Maßwerkfenster auf. Die Seitenschiffe des Chorjoches schlossen flach, hatten an den Ecken diagonal angesetzte Strebepfeiler und waren mit abgewalmten Dächern gedeckt. Die Sakristei befand sich rechts im Winkel zwischen Chorjoch und Hauptapsis.

#### Inneres
Den querrechteckigen Kreuzrippengewölbe des Langhauses entsprachen in den Seitenschiffen annähernd quadratische Joche. Der Grundriss der Vierung war ein Quadrat. Der Grundriss des Mittelschiffchorjoches und derjenige der Chorflankenkapellen war querrechteckig. Alle Joche – mit Ausnahme der sternrippengewölbten Vierung – waren kreuzrippengewölbt. Apsis und Querhausarme wiesen ein sechsstrahliges Rippengewölbe auf. Das Gewölbe ruhte im Mittelschiff auf
schlanken Rundpfeilern mit reichen Blattwerkkapitellen. Das Motiv der Rundpfeilerarkaden gehörte zum oft angewandten Repertoire der neogotischen Architektur Hectors.
Das Langhaus war durch fünf Joche strukturiert. Von den Pfeilern der Scheidarkaden stiegen an den Hochschiffwänden Runddienste empor, auf denen die Gurt- und Diagonalrippen des Mittelschiffes lagen. Die Kapitelle dieser Runddienste befanden sich auf der Höhe der Scheitelsteine der Scheidarkaden des Mittelschiffes. In den Seitenschiffen ruhten die Gewölbe sowohl auf den Kapitellen der Rundstützen der Scheidarkaden als auch auf Wandpilastern.
Die Vierung war durch Rundpfeiler begrenzt. Über deren Kapitellen erhoben sich vier von Runddiensten flankierte abgefaste Pilaster, die optisch zu den Gurtbögen der Vierung vermittelten. In der Apsis und den beiden Querhauspolygonen ruhten die Gewölbe auf kapitellgeschmückten Diensten. Apsis und Querhaus durchzog ein Sohlbankgesims unterhalb der Fenster.

### Nachkriegsbau

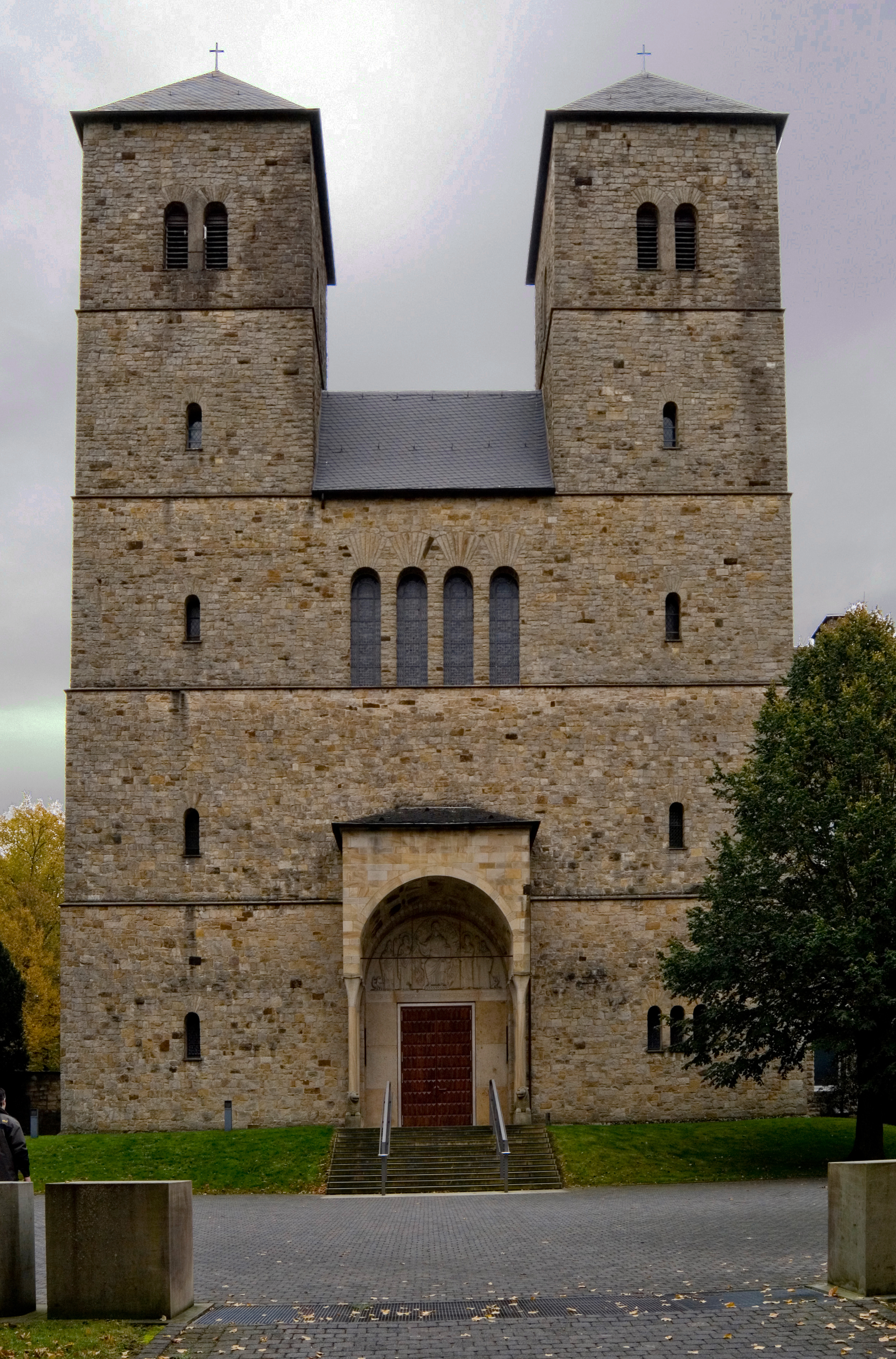
Dominikus Böhm: Fassade der Abteikirche Gerleve, 1937–38, mögliche Inspirationsquelle für die Gestaltung der Rodener Kirchenfassade durch Toni Laub und Heinrich Latz

Die ursprüngliche neogotische dreischiffige Rundpfeilerbasilika mit ausladender Dreikonchenanlage, sich zum Chorraum und zum Querschiff öffnenden Nebenchören und vorangestelltem hohen Turm mit Maßwerkrose und oktogonalem Spitzhelm wurde nach der schweren Kriegszerstörung im Häuserkampf des Winters 1944/1945 als balkengedeckte Stufenhalle mit einer wuchtigen Doppelturmfassade im Stil des neoromanischen Abstraktions-Historismus wieder aufgebaut.
Die neogotische Wölbung von Lang- und Seitenschiffen wurde beim Wiederaufbau nicht wiederhergestellt. Die von Spitzbogenfenstern beleuchteten Obergaden wurden ebenfalls aufgegeben. Die Maßwerke aller Spitzbogenfenster wurden herausgeschlagen. Die ursprüngliche Kreuzrippenwölbung existiert nur noch in den Nebenchören. Die Rippen enden auf kleinen Säulen mit Blütenkapitellen. Im Langhaus stützen Rundpfeiler die fünf Joche der Schiffe. In der Kämpferzone wird der runde Querschnitt ins Oktogon überführt. Ursprünglich waren die Kapitelle aufwändig mit Blattornamenten verziert. Die spitzbogigen Scheidbögen sind durch Hohlkehlen und Rundstäbe profiliert. Die Seitenwände der Seitenschiffe zeigen noch die Wandvorlagen, die ehemals die Gewölbe trugen. Die dunkel gebeizte Balkendecke wird zusätzlich durch die fehlenden Obergadenfenster stark verschattet.
Die wuchtige Zweiturmfassade der 1950er Jahre bezieht sich architektonisch auf früh- und hochromanische Westwerke. Die im Grundriss quadratischen, pyramidenbedachten Türme mit Rundbögen als Schallöffnungen sind durch Sandsteingesimse in vier Geschosse unterteilt und flankieren einen leicht zurückgesetzten, über zwei Geschosse sich erstreckenden Mittelteil mit einer monumentalen Kolossalnische, die drei Portale und eine große Maßwerkrose aufnimmt. Darüber öffnet sich eine achtteilige Rundbogengalerie. Die Dachtraufe des Quersatteldaches wird durch ein Klötzchenfries betont. Der Mittelteil der Fassade mit Kolossalnische, Maßwerkrose und Arkadengalerie scheint inspiriert von der architektonischen Gestaltung des neoromanischen Mittelteiles des sogenannten Saardomes im Nachbarort Dillingen/Saar. In ihrer architektonischen Gesamtkubatur lehnt sich die Nachkriegsfassade der Rodener Kirche Maria Himmelfahrt von Toni Laub und Heinrich Latz eng an die durch Dominikus Böhm in den Jahren 1937 und 1938 durchgeführte Neugestaltung der ursprünglich neoromanischen Fassade der Abteikirche Gerleve an.

## Ausstattung

### Hochaltar

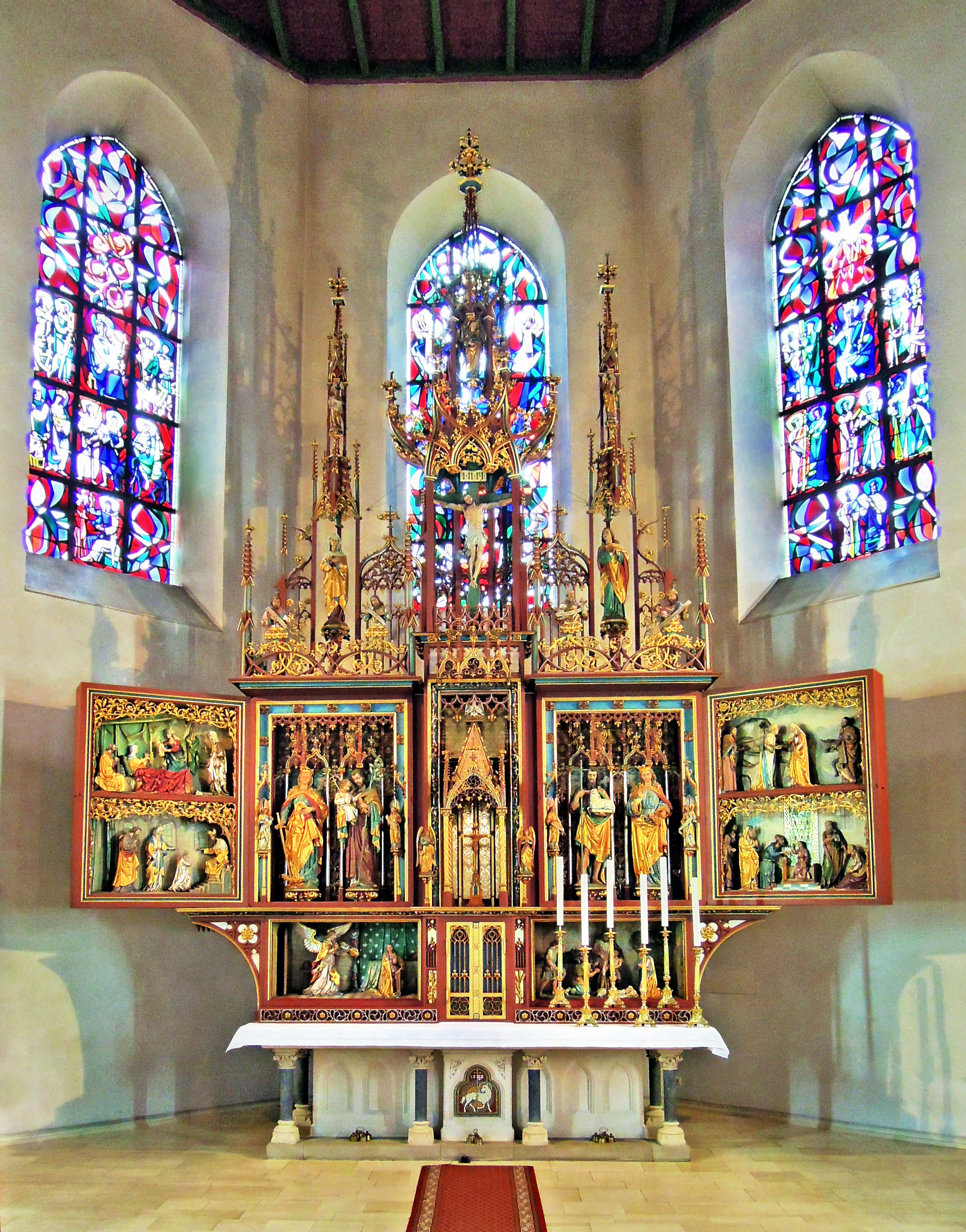
Neogotischer Hochaltar

Mit dem Neubau der neogotischen Rodener Pfarrkirche wurden von der Trierer Werkstätte des Bildhauers Karl Frank ein Hochaltar und zwei Seitenaltäre angefertigt. Durch die Einwirkungen des Zweiten Weltkrieges und die Neubaumaßnahmen haben sich von diesen Altären nur noch wenige Teile erhalten.
Der heutige große neospätgotische Hochaltar in der Apsis wurde in den Jahren 1899–1901 ebenfalls von Karl Frank als neogotischer Flügelaltar für die Wallfahrtskirche Mariä Heimsuchung im Saarburger Stadtteil Beurig geschaffen. Im Rahmen der Minderschätzung historistischer Kunstwerke in der Zeit nach dem Zweiten Weltkrieg wurde der Altar in Beurig abgebaut und im Fundus des Bistums Trier eingelagert. Hier entdeckte man ihn als thematisch und kunsthistorisch passend für die Neuausstattung der Rodener Pfarrkirche Maria Himmelfahrt und überführte ihn im Jahr 1972 hierher.
Der Altar ist in der Denkmalliste des Saarlandes als Einzeldenkmal aufgeführt. Der aus Kaiserslautern stammende und in Trier ansässige Bildhauer Karl Frank (1868–1942) war gegen Ende der 1880er Jahre nach Trier gekommen, wo er anfangs in der Werkstatt eines anderen Bildhauers tätig war. Im Jahr 1897 hatte er sich durch Gründung des „Ateliers für kirchliche Kunst Karl Frank“ selbständig gemacht. Bis zum Ersten Weltkrieg stellte er eine Vielzahl vorwiegend neogotischer und neoromanischer sakraler Inventarstücke von hohem handwerklichen und künstlerischen Niveau her.
Der aus Beurig stammende Altar zeigt im linken Flügel oben die Geburt Mariens und unten den Tempelgang Mariens. Der rechte Flügel thematisiert im oberen Feld den Besuch Marias bei Elisabeth, im unteren Feld die Auffindung Jesu durch Maria und Josef im Tempel. Die Flügelrückseiten gestaltete der Trierer Maler Peter Thomas (1854–1935). Sie zeigen in intensiven Farben die Herabkunft des Heiligen Geistes in Feuerzungen auf Maria und die Jünger Jesu im Pfingstereignis sowie die Aufnahme Mariens in den Himmel. Dabei umringen die Jünger das leere Grab der Gottesmutter, aus dem Rosen emporwachsen, während die heiligste Dreifaltigkeit auf einer Wolkenbank sitzend die kniende Maria zur Königin des Himmels krönt.
Die Predella zeigt links die Verkündigung der Geburt Jesu durch den Erzengel Gabriel an Maria und rechts die Geburt Jesu. Im Gesprenge sieht man eine Kreuzigungsgruppe, assistiert von den banderolentragenden Büsten der vier alttestamentlichen Propheten König David, Jeremia, Jesaja und Jesus Sirach. Die vier alttestamentlichen Persönlichkeiten sollen nach der kirchlichen Tradition der Präfigurations-Theologie als verborgene Hinweisgeber der geheimnisvollen Menschwerdung Jesu durch die Jungfrau Maria gedeutet werden:
- David: Im Psalm (Ps 89,29–38 EU) wird David die ewige Fortdauer seines Herrschergeschlechtes verheißen. Im Lukasevangelium (Lk 1,31–33 EU) greift der Erzengel Gabriel diese Verheißung auf und prophezeit Maria: „Siehe, du wirst schwanger werden und einen Sohn wirst du gebären; dem sollst du den Namen Jesus geben. Er wird groß sein und Sohn des Höchsten genannt werden. Gott, der Herr, wird ihm den Thron seines Vaters David geben. Er wird über das Haus Jakob in Ewigkeit herrschen und seine Herrschaft wird kein Ende haben.“
- Jeremia kündigt den Messias aus dem Hause Davids an (Jer 23,5–6 EU): „Siehe, Tage kommen – Spruch des Herrn – , da werde ich für David einen gerechten Spross erwecken. Er wird als König herrschen und weise handeln und Recht und Gerechtigkeit üben im Land. In seinen Tagen wird Juda gerettet werden, Israel kann in Sicherheit wohnen. Man wird ihm den Namen geben: Der Herr ist unsere Gerechtigkeit.“ In der Passion des Lebens des Jeremia und dessen Unterwerfung unter den Dienst Gottes kündigt sich für christliche Theologen im Sinne der Präfigurationstheologie das Schicksal Jesu Christi an.
- Jesaja prophezeit die Verheißung der jungfräulichen Geburt des Messias als Nachkommen Davids (Jes 7,14 EU): „Darum wird der Herr selbst euch ein Zeichen geben: Siehe, die Jungfrau hat empfangen, sie gebiert einen Sohn und wird ihm den Namen Immanuel geben.“ Darüber hinaus kündigt er den Sühnetod des Messias an: (Jes 52,13–15 EU bis Jes 53,1–12 EU).
- Jesus Sirach bezeichnet die Weisheit Gottes als „Mutter der schönen Liebe“  (Sir 24,18 EU). Von der Selbstbezeichnung der göttlichen Weisheit leitet sich die Anrufung Mariens unter diesem Titel in der Lauretanischen Litanei ab.

Die Gesprengetürme des Altares beinhaltet eine Marienfigur flankiert von Engelsfiguren. Das Mittelretabel zeigt von links nach rechts die heilige Katharina von Alexandrien, den heiligen Josef mit dem Jesuskind, Johannes den Täufer und die heilige Elisabeth von Thüringen. Die Expositoriumsnische ist flankiert von Engelstatuen und gekrönt von einem sich an seine Jungen aufopfernden Pelikan als Zeichen der hingebenden Liebe. Das Mittelteil des säulengeschmückten, steinernen Altarunterbaues zeigt das Lamm Gottes in einer Goldaureole mit der österlichen Siegesfahne.

### Vasa sacra

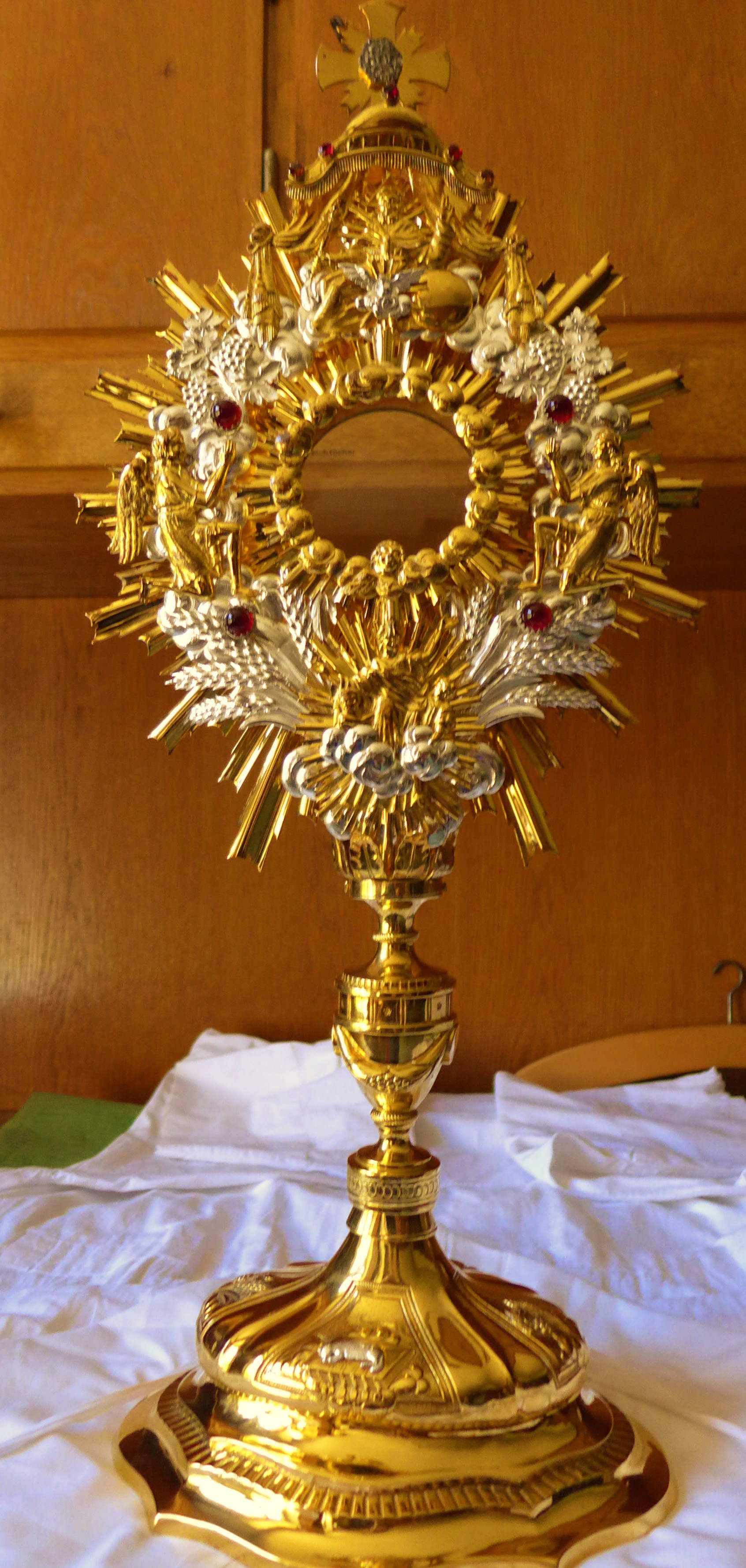
Roden, Kirche Maria Himmelfahrt, Barockmonstranz

An historischem Altargerät hat sich folgendes erhalten:
- Die Pfarrkirche verfügt über eine spätgotische silberne Monstranz mit reichem Figurenschmuck.
- Darüber hinaus gibt es eine barocke Strahlenkranzmonstranz (Höhe: 75 cm, Material: Kupfer) mit einem aufgelegten Kranz aus Weintrauben und Weizenähren, einer Darstellung des apokalyptischen Lammes mit dem Buch mit den sieben Siegeln und der drei Kreuznägel sowie der Himmelfahrt Mariens. Die Lunula wird von zwei anbetenden Engeln flankiert. Darüber befinden sich Darstellungen Gottvaters und des Heiligen Geistes unter einem Baldachin. Die Monstranz wurde in den Trümmern der im Zweiten Weltkrieg zerstörten Kirche geborgen. Aus Spenden der Pfarrangehörigen an Schmuckstücken und Trauringen konnte die Monstranz durch den Trierer Goldschmied Jung bis zum Jahr 1948 wieder restauriert werden.
- Ein reich getriebener Rokokokelch aus Kupfer und vergoldetem Silber
- Ein barockes Kupfer-Reliquiar (Wettersegen) mit einem Partikel, der vom wahren Kreuz Christi stammen soll.
- Sechs barocke Leuchter (Höhe: 85 cm, Fußbreite: 30 cm) aus versilbertem Kupfer mit Traubenmustern, die eventuell aus säkularisierten Abteien (vielleicht Abtei Mettlach oder Abtei Wadgassen) der Umgebung stammen könnten.

### Paramente
Die Pfarrei besitzt noch mehrere reich bestickte Gewänder (Chormantel, Messgewand, Levitengewänder) aus dem 18. Jahrhundert, die aus der im Jahr 1904 abgerissenen barocken Vorgängerkirche stammen.

### Figuren- und Bilderschmuck

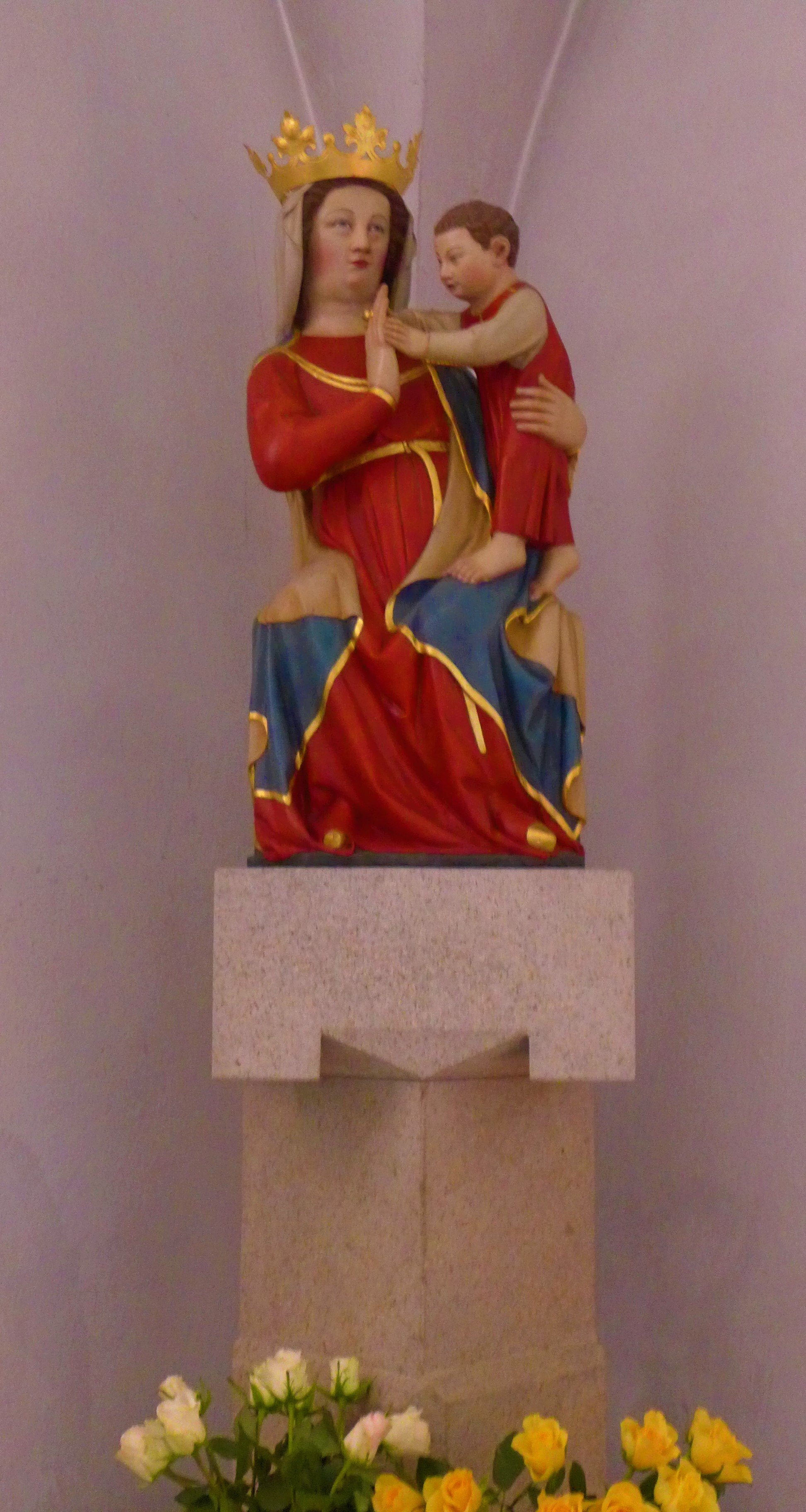
Roden, Kirche Maria Himmelfahrt, Madonna mit dem Gemmenring

- Die sogenannte „Madonna mit dem Gemmenring“ zeigt in hochgotischer Manier eine auf einem Lehnstuhl sitzende gekrönte Marienfigur, auf deren Knie das Jesuskind steht. Das Kind greift nach der rechten Hand der Mutter und steckt ihr einen Gemmenring an den Finger.
- Die barocke Figur der Immaculata auf der Mondsichel stand auf dem Hochaltar der barocken Vorgängerkirche (Höhe: 1,10 m). Nach dem Abbruch der alten Kirche auf dem Rodener Marktplatz im Jahr 1904 gelangte sie durch Versteigerung an eine Rodener Familie. Im Zweiten Weltkrieg wurde sie zerstört und lag lange unter dem Schutt des Hauses Bies in der Lindenstraße. Die bei der Enttrümmerung aufgefundenen Überreste wurden der Pfarrei geschenkt und durch die Restauratoren P. Geßner und W. Dick wieder zusammengefügt.
- Eine barocke Marienfigur mit Jesuskind (Höhe: 1,50 m) zeigt Maria als Himmelskönigin mit der Paradiesschlange zu ihren Füßen. Die Statue verfügte vor dem Zweiten Weltkrieg über eine Tragbahre für Prozessionen mit einem Rokoko-Baldachin.
- Barocke Figur des heiligen Sebastian (Höhe: 1 m) aus der Zeit um 1750 (Restaurierung in Trier in der unmittelbaren Nachkriegszeit des Zweiten Weltkrieges)
- Barocke Figur des heiligen Donatus von Münstereifel (Höhe: 1 m) mit den Attributen Blitz und Schwert aus der Zeit um 1750 (Restaurierung in Trier in der unmittelbaren Nachkriegszeit des Zweiten Weltkrieges)
- Die Josefsstatue gelangte nach dem Abbruch der alten Kirche auf dem Rodener Marktplatz im Jahr 1904 durch Versteigerung an eine Rodener Familie, die die Figur wieder an die Gemeinde zurückgab.
- Ein frühneuzeitliches Tafelgemälde mit der Darstellung der Anbetung des Jesuskindes durch die Heiligen Drei Könige
- Von der Firma Ahlhelm (Saarlouis-Roden) stammen die im Jahr 1963 geschaffenen Altäre, der Ambo aus dem Jahr 1965 und das ebenfalls im Jahr 1965 entstandene Taufbecken.
- Der Altar in der Marienkapelle ist ein Werk des Bildhauers Heinz Oliberius (St. Wendel).
- Die Kreuzwegstationen in Sgraffitotechnik wurden vom Maler Joachim Pathen (Saarlouis-Roden) geschaffen.[36][37][38]
- Die zahlreichen Statuen in der Kirche stammen von den Bildhauern Karl-Heinz Kohl (Saarlouis-Roden), Ernst Brauner aus Lebach-Landsweiler (geschaffen 1958) und Albert Johannes Zapp aus Beckingen (geschaffen 1961).[2]
- Der Bildhauer Wilhelm Tophinke schuf als Stiftung des aus Roden stammenden Priesters Peter Korne-Buch eine Pietà aus zweihundertjährigem alten Eichenholz, das einem kriegszerstörten Wohnhaus entnommen wurde.
- Die Fensterrosette über dem Portal wurde durch den Kunstmaler Peter Gitzinger (* 1899 in Tettingen, 1977 in München)[39][40] entworfen, wobei die Firma Wenzel (Saarbrücken) für die Ausführung verantwortlich zeichnete.
- Über dem mittleren Kirchenportal wurde ein Stein aus der Heiligen Pforte des Petersdomes eingesetzt, den Prälat Ludwig Kaas der Pfarrei im Heiligen Jahr 1950 stiftete.
- Von Kunstmaler Rudi Schillings (1925–2003, Trier)[41] stammen zwei Fenster im Querschiff, ausgeführt von der Firma Dornoff (Trier).
- Zwei kleinere Fenster an den Seitenaltären entwarf Kunstmaler Keck. Die Ausführung übernahm auch hier die Firma Dornoff. Wie die Tophinke-Pietá sind die Fenster eine Stiftung des aus Roden stammenden Priesters Peter Korne-Buch.[2][42]
- Der handgeschmiedete Opferstock wurde von Architekt Heinrich Latz aus Saarwellingen geschaffen.[35]

## Orgel

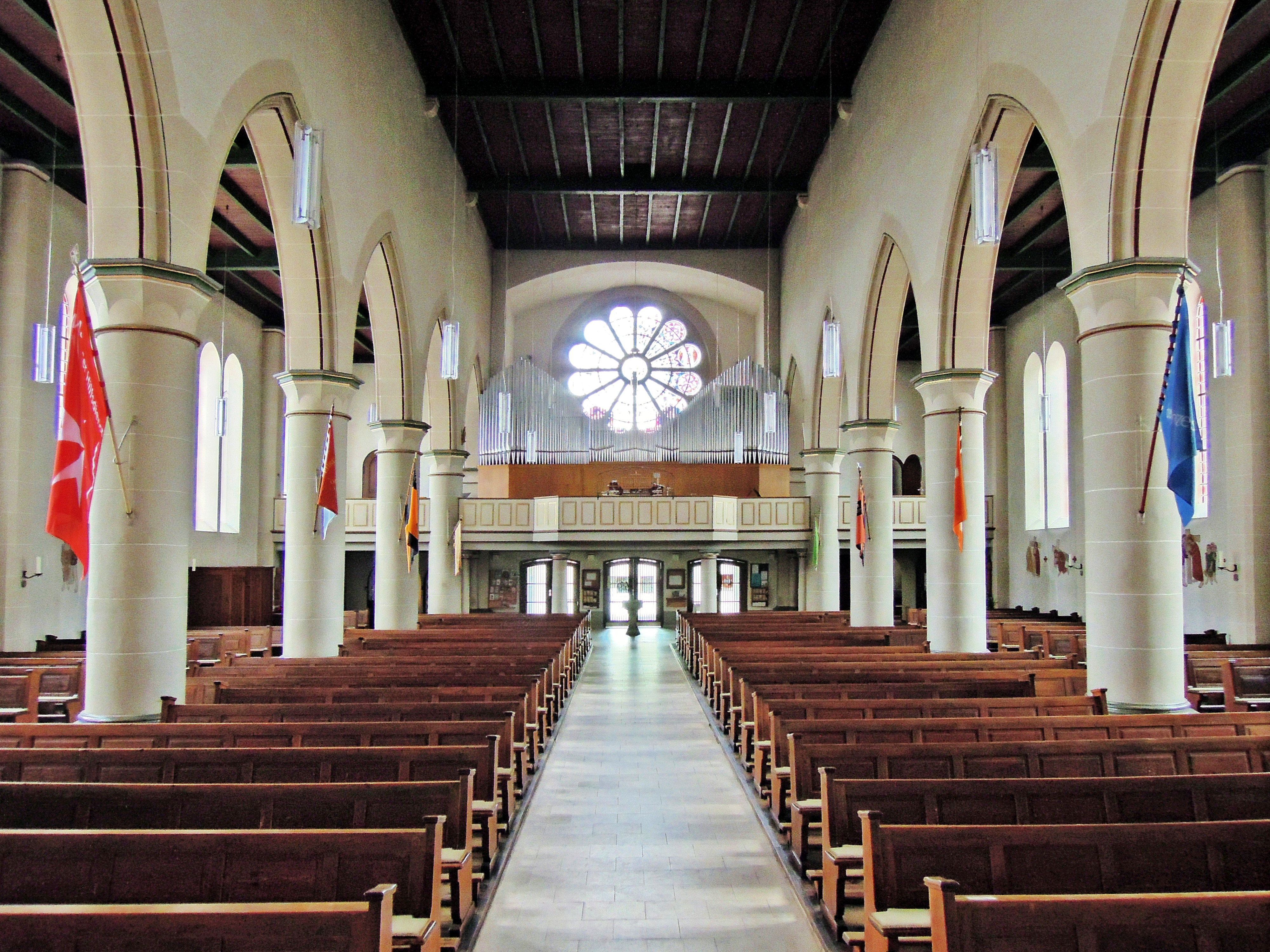
Blick in Richtung Empore mit dem Prospekt der Mayer-Gaida-Orgel

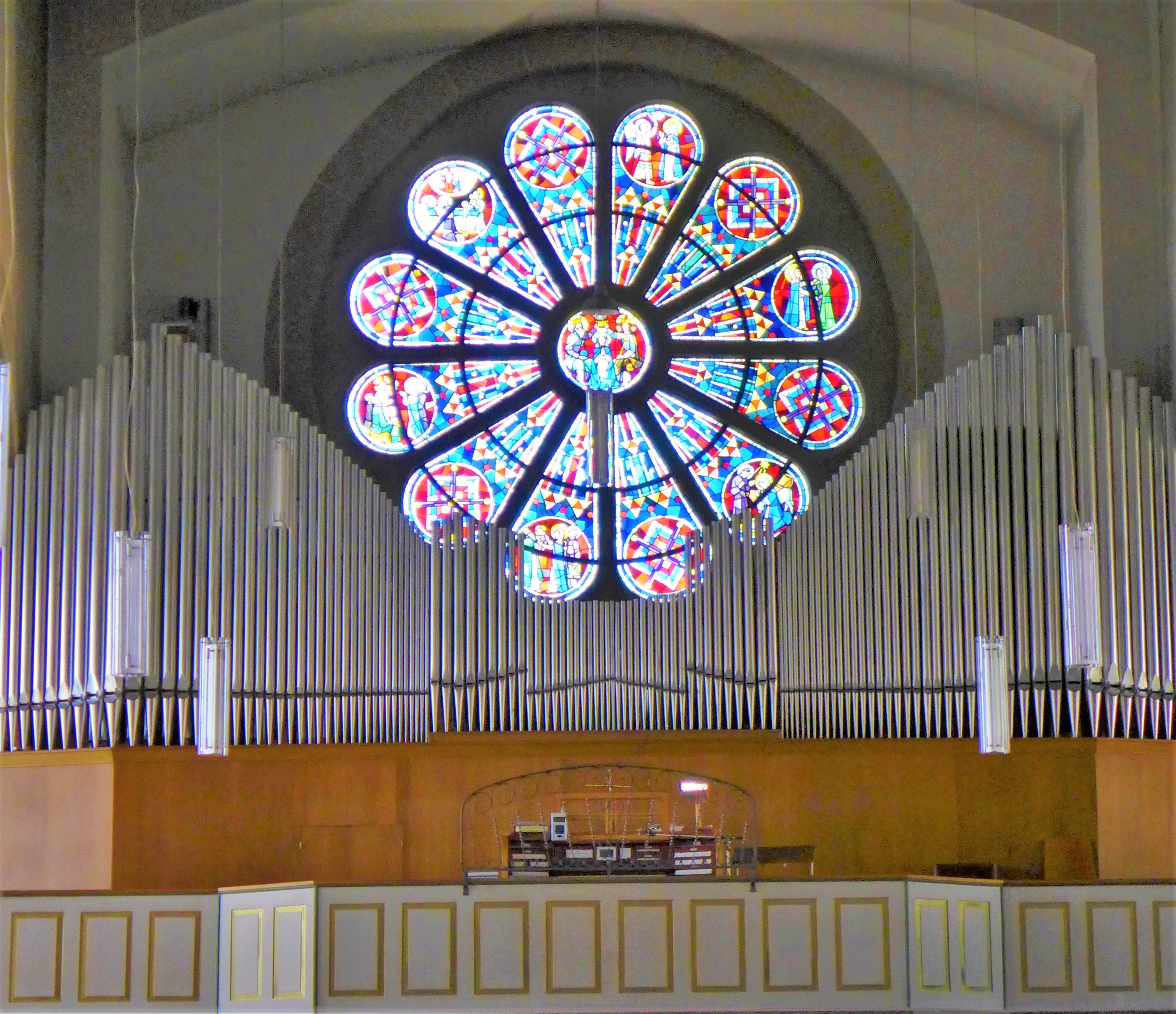
Orgelprospekt mit Fensterrose

Die Orgel der Kirche wurde im Jahr 1957 von der Firma Hugo Mayer (Heusweiler) erbaut. Im Jahr 2006 nahm Orgelbauer Thomas Gaida (Wemmetsweiler) eine Änderung und Erweiterung der Disposition vor und erneuerte Traktur und Spieltisch. Das auf einer Empore aufgestellte Kegelladen-Instrument verfügt über 39 Register und zahlreiche Transmissionen und Extension, verteilt auf drei Manuale und Pedal. Die Spiel- und Registertraktur ist elektro-pneumatisch und elektrisch. Die Disposition lautet wie folgt:
| I Hauptwerk C–g3 |               |       |
| 1.               | Bordun        | 16′   |
| 2.               | Principal     | 8′    |
| 3.               | Holzflöte     | 8′    |
| 4.               | Gemshorn      | 8′    |
|                  | Vox coelestis | 8′    |
| 5.               | Octave 4′     |       |
| 6.               | Rohrflöte 4′  |       |
|                  | Vox coelestis | 4′    |
| 7.               | Quinte        | 2 ⁄3′ |
| 8.               | Principal     | 2′    |
| 9.               | Mixtur 6–7f   |       |
|                  | Trompete      | 32′   |
|                  | Trompete      | 16′   |
|                  | Trompete      | 8′    |
|                  | Trompete      | 4′    |

| II Positiv C–g3 |               |        |
| 10.             | Gedackt       | 8′     |
| 11.             | Quintatön     | 8′     |
|                 | Vox coelestis | 8′     |
| 12.             | Principal     | 4′     |
| 13.             | Blockflöte    | 4′     |
|                 | Vox coelestis | 4′     |
| 14.             | Nasat         | 2 ⁄3′  |
| 15.             | Bayernflöte   | 2′     |
| 16.             | Terz          | 1 3⁄5′ |
| 17.             | Cymbel 4f     |        |
| 18.             | Hugonette     | 8′     |
|                 | Tremulant     |        |
|                 | Trompete      | 16′    |
|                 | Trompete      | 8′     |
|                 | Trompete      | 4′     |

| III Schwellwerk C–g3 |                    |     |
| 19.                  | Englisch Principal | 8′  |
| 20.                  | Gaidalino          | 8′  |
| 21.                  | Salicional         | 8′  |
| 22.                  | Vox coelestis      | 8′  |
| 23.                  | Weitprincipal      | 4′  |
| 24.                  | Nachthorn          | 4′  |
|                      | Vox coelestis      | 4′  |
| 25.                  | Sesquialter 2f     |     |
| 26.                  | Fagott             | 16′ |
| 27.                  | Tromba             | 8′  |
| 28.                  | Schalmey           | 8′  |
| 29.                  | Clarine            | 4′  |
|                      | Tremulant          |     |
|                      | Bombarde 32′       |     |
|                      | Trompete 16′       |     |
|                      | Trompete 8′        |     |
|                      | Trompete 4′        |     |

| Pedal C–f1 |                        |         |
|            | Bassus magnus Rodensis | 32′     |
| 30.        | Principalbass          | 16′     |
| 31.        | Subbass                | 16′     |
|            | Gedacktbass            | 16′     |
| 32.        | Quintbass              | 10 2⁄3′ |
| 33.        | Oktavbass              | 8′      |
| 34.        | Gedacktbass            | 8′      |
| 35.        | Großterz               | 6 2⁄5′  |
| 36.        | Choralbass             | 4′      |
| 37.        | Hintersatz 5f          |         |
| 38.        | Bombarde               | 32′     |
|            | Holzposaune            | 16′     |
| 39.        | Stillposaune           | 16′     |
|            | Trompete               | 8′      |
|            | Clarine                | 4′      |
|            | Singend Cornett        | 2′      |
|            | Sandralino             | 1′      |

- Koppeln:
  - Normalkoppeln: II/I, III/I, III/II, I/P, II/P, III/P
  - Suboktavkoppeln: II/I, III/I, II/II, III/II, III/III
  - Superoktavkoppeln: II/I, III/I, II/II, III/II, III/III, I/P, II/P, III/P
- Spielhilfen: Setzer, I Äquallage ab, II Äquallage ab, III Äquallage ab, Registercrescendotritt, Transposer (±12 HT), Sostenuto, Cymbalum nixum torquendum 72-fach

Anmerkungen
1. 1 2 3 4 5 6  
Einzeltonreihe im Schweller; spielbar in 8′- und 4′-Lage auf allen Manualen
2. 1 2 3 4 5 6 7 8 9 10 11 12 13 14 15 16 17  
Einzeltonreihe; spielbar in verschiedenen Fußtonlagen auf allen Klaviaturen
3. ↑  Kollektivzug der Register Principalbass 16′, Quintbass 10 2⁄3′, Großterz 6 2⁄5′
4. ↑  Transmission von Bourdon 16′

## Türme und Glocken
Die beiden etwa 30 Meter hohen neoromanisierenden Kirchtürme der 1950er Jahre flankieren das dreiteilige Hauptportal der Kirche. Im linken Turm befindet sich das Uhrwerk, wobei beide Kirchtürme jeweils mit drei Zifferblätter ausgestattet sind. Im rechten Turm befinden sich alle sechs Glocken, welche das Geläut mit dem größten Gesamtgewicht (12.150 kg) im gesamten Saarland bilden. Die Glocken wurden im Jahr 1954 von der Saarlouiser Glockengießerei in Saarlouis-Fraulautern, die von Karl (III) Otto von der Glockengießerei Otto in Bremen-Hemelingen und dem Saarländer Alois Riewer 1953 gegründet worden war, gegossen.
| Nr. | Name           | Ton  | Gussjahr | Gießer, Gussort | Masse (kg) | Durchmesser (cm) | Inschrift |
| 1   | St. Michael    | gis0 | 1954     | Otto, Saarlouis | 4800       | 198              | Die Gefallenen im Krieg hast Du zum Himmel geführet, die in der Ferne noch sind, gib ihrer Heimat zurück.            |
| 2   | Maria Assumpta | h0   | 1954     | Otto, Saarlouis | 2800       | 167              | Aus den Trümmern entstand das Heiligtum Dir, o Patronin! Gnädig vom himmlischen Thron schirm sie mit segnender Hand. |
| 3   | St. Josef      | cis1 | 1954     | Otto, Saarlouis | 1950       | 148              | Die im Schweiße der Arbeit ihr Brot sich mühsam verdienen, nimm in Deinen Schutz, Josef, der Arbeit Patron.          |
| 4   | St. Donatus    | e1   | 1954     | Otto, Saarlouis | 1200       | 124              | Für den Glauben hast Du, Donatus, Dein Leben geopfert, rein wie eine Lilie bewahr unserer Jugend Gemüt.              |
| 5   | St. Sebastian  | fis1 | 1954     | Otto, Saarlouis | 0800       | 111              | Tödlich getroffen vom Pfeil, Sebastian, bist Du gefallen. Hilf, dass seliger Tod ende den irdischen Lauf.            |
| 6   | St. Antonius   | gis1 | 1954     | Otto, Saarlouis | 0600       | 099              | Diese Glocke verkünde des großen Antonius Namen, selber werden wir einst Bürger der himmlischen Welt.                |

### Klöppelabsturz 2005
Am 2. April 2005 fand das Sterbegeläut für den am selbigen Tag verstorbenen Papst Johannes Paul II. statt. Dabei riss der Klöppel der Michaelsglocke während des Läutens ab und stürzte in den Glockenturm. Der Klöppel wurde im selben Jahr durch einen neuen Klöppel ersetzt. Er beschädigte beim Absturz keine anderen Glocken, sondern nur den Boden des Glockengeschosses. Der heruntergestürzte Klöppel wurde anschließend im Windfang der Kirche zusammen mit einer Dokumentation des Vorfalls ausgestellt.

## Pfarreiengemeinschaft
Die Pfarrei Mariä Himmelfahrt gehört zusammen mit den Saarlouiser Kirchen Christkönig (Roden), Hl. Dreifaltigkeit (Fraulautern), St. Josef (Fraulautern-Kreuzberg) und St. Johannes (Steinrausch) innerhalb des Dekanates Saarlouis zur Pfarreiengemeinschaft Saarlouis rechts der Saar.

## Sonstiges
Neben der Kirche befindet sich eine Pfarrbücherei, das nach dem ehemaligen Priester Karl Thiel benannte Pfarrheim sowie das Pfarrhaus, welche zusammen mit der eigentlichen Kirche das Pfarrzentrum Maria Himmelfahrt bildet.